# Volkswagen Golf
Ne doit pas être confondu avec Volkswagen Gol.
Pour les articles homonymes, voir Golf.

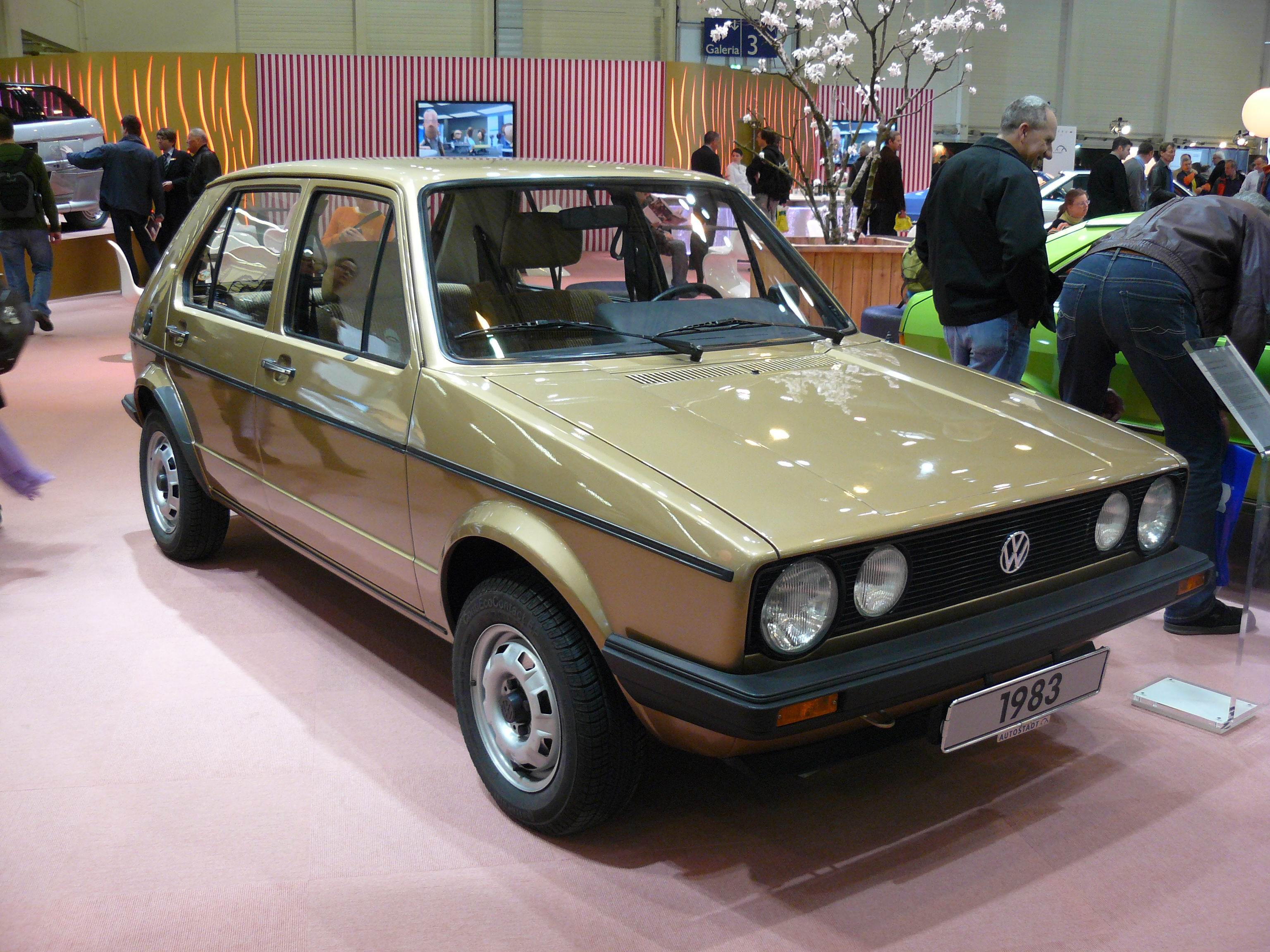
VW Golf 1980 modified

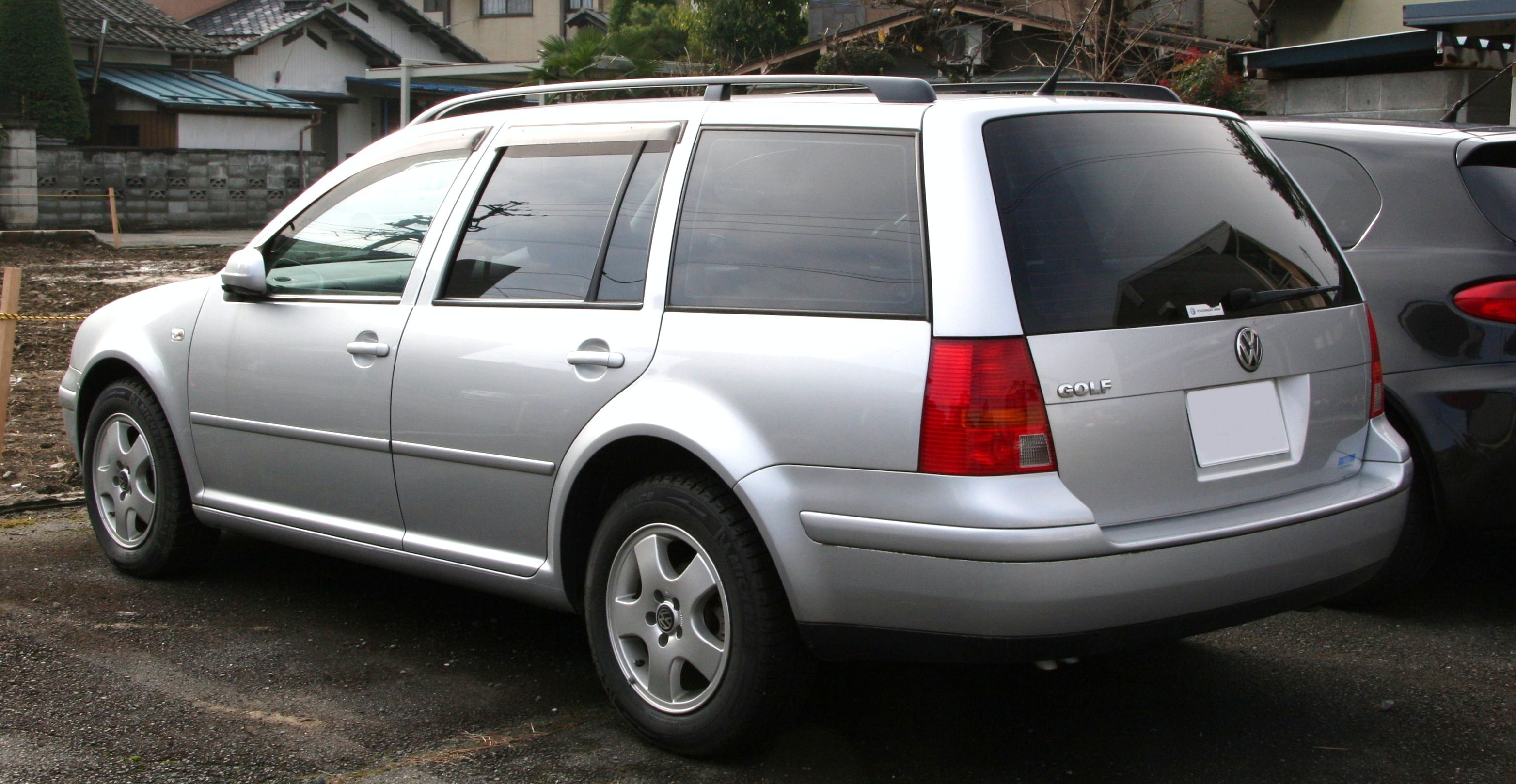
Volkswagen golf IV Wagon modified

La Golf est un modèle d'automobile lancé par Volkswagen en 1974 afin d'apporter un véhicule compact de 3,705 mètres de long et à hayon arrière sur le marché. Elle est le troisième modèle à traction avant de la marque après la K70 en 1970 et la Passat en 1973. Dessinée par Giorgetto Giugiaro, elle sort en 1974 et remporta immédiatement le succès. Les moteurs 1,1 litre de 50 ch ou 1,5 litre de 70 ch sont placés transversalement à l'avant, à la différence des Volkswagen Passat et Audi 80.

## Historique
Volkswagen lança durant l'année 1974 un concept de petite voiture sportive à hayon et traction avant avec un moteur à injection (contrairement aux moteurs à carburateur de l'époque). Le bloc 1,6 l de 110 ch dans une caisse de 810 kg, bien suspendue avec une décoration spéciale (en comparaison de ses modèles contemporains) permettait de réaliser des performances de haut niveau pour l'époque. La Golf GTI était née.

### Golf I
La Golf I subira un restylage en 1978 en passant des pare-chocs en tôle à d'autres modèles plus gros et en plastique, puis en 1980 avec de nouveaux feux arrière et un nouvel intérieur avant de prendre sa retraite en 1983.

### Golf II
La même année, la Golf II, plus bourgeoise (et plus lourde), apparaît. La mécanique de la GTI conserve le 1 781 cm3 de 112 ch boîte 5 vitesses, déjà utilisé sur les dernières versions de Golf série 1. Vendue jusqu'en 1991, la gamme sportive reposera sur ce 1,8, sa déclinaison 16 soupapes de 139 ch lancée en 1986 et l'apparition en 1990 du modèle à compresseur G60, développant 160 ch. En 1989, Volkswagen sort la "Limited" à seulement 70 exemplaires. Elle fut équipée d'un moteur 1,8l 16 soupapes avec un compresseur G60 sortant une puissance de 210 ch et une transmission à 4 roues motrices "Syncro", le tout avec beaucoup d'options.

### Golf III et VR6
La Golf III apparaît en 1991 suivie de la GTI en 1992 équipée du moteur 2,0 l de 115 ch tandis qu'une version VR6 de 2,8 l (puis 2,9 l) fait son apparition et chapeaute le haut de gamme, la fameuse VR6. Cette dernière a été produite en version syncro sur les 2,9l , c'est-à-dire une version quatre roues motrices. Fin 1993 apparaît la version ABF 16 soupapes du moteur 2,0 l qui développe 150 ch.
La Golf III sera produite jusqu'en 1997 pour l'Europe et 1998 pour l'Amérique.

### Golf IV
En 1997 sort la Golf IV qui offre de nombreux moteurs essence et diesel, on peut noter la présence d'un V5 et d'un V6 (VR6) 2,8l 24 soupapes de 204 ch. La version GTI sera équipée du moteur Turbo 20 soupapes de 150 ch. En 2002 arrive la R32 munie d'un kit esthétique très sportif et propulsé par un VR6 de 3,2l de 242 ch accouplé à une boîte manuelle à 6 rapports, le tout avec une transmission intégrale "4Motion", puis en 2004 elle sera disponible avec la boîte robotisée DSG.
Les chaînes de montage s’arrêteront en 2004.

### Golf V, R32 et W12
La Golf V est lancée en 2003, la GTI de 2005 est dotée d'un moteur TFSI 2.0 turbocompressé de 200 ch qui marque le retour d'une sportivité perdue depuis les premiers modèles. Le moteur VR6 3,2 l passe, lui, à 250 ch dans la R32.
En 2006, un modèle de la Golf intègre un moteur de 1,4 l qui innove en utilisant à la fois un compresseur et un turbo pour développer 170 ch avec un couple disponible dès les bas régimes, c'est la Golf GT TSI, qui préfigure les moteurs essence de l'avenir : faible cylindrée, faible consommation mais efficacité sur toute la plage d'utilisation du moteur grâce au compresseur qui augmente le couple à bas régime, relayé à mi-régime par le turbocompresseur, efficace plus haut dans les tours. La version Golf V est commercialisée jusqu'en 2008.
À l'occasion du rassemblement de Wörthersee en 2007, Volkswagen a présenté un concept équipé d'un moteur W12 bi-turbo de 6,0 litres de cylindrée développant 650 chevaux et 750 N m. Cette Golf GTI W12 n'a jamais été mise en vente.

### Golf VI et GTI
En juin 2009, est commercialisée la Golf VI GTI. Elle dispose d'un nouveau moteur TSI tout aluminium avec distribution par chaîne de 210 ch.

### Golf VII
Le 4 septembre 2012, Volkswagen dévoile la nouvelle Golf VII depuis Berlin, modèle qui est produit dans l'usine historique de Wolfsbourg.
La Golf a été produite à 30 millions d'exemplaires. Mais ce chiffre est obtenu en ajoutant tous les modèles depuis sa création. Or, depuis la citadine du milieu des années 1970, le modèle actuel n'a plus grand-chose à voir, tant au niveau du design que de la catégorie puisqu'il s'agit à présent d'une compacte.

### Golf VIII
Volkswagen dévoile la Golf VIII le 24 octobre 2019.
En 2020, une Golf GTI TCR avec une puissance de 300ch sort, ce qui fera d'elle la plus puissante des Golf GTI .

## Galerie de comparaison

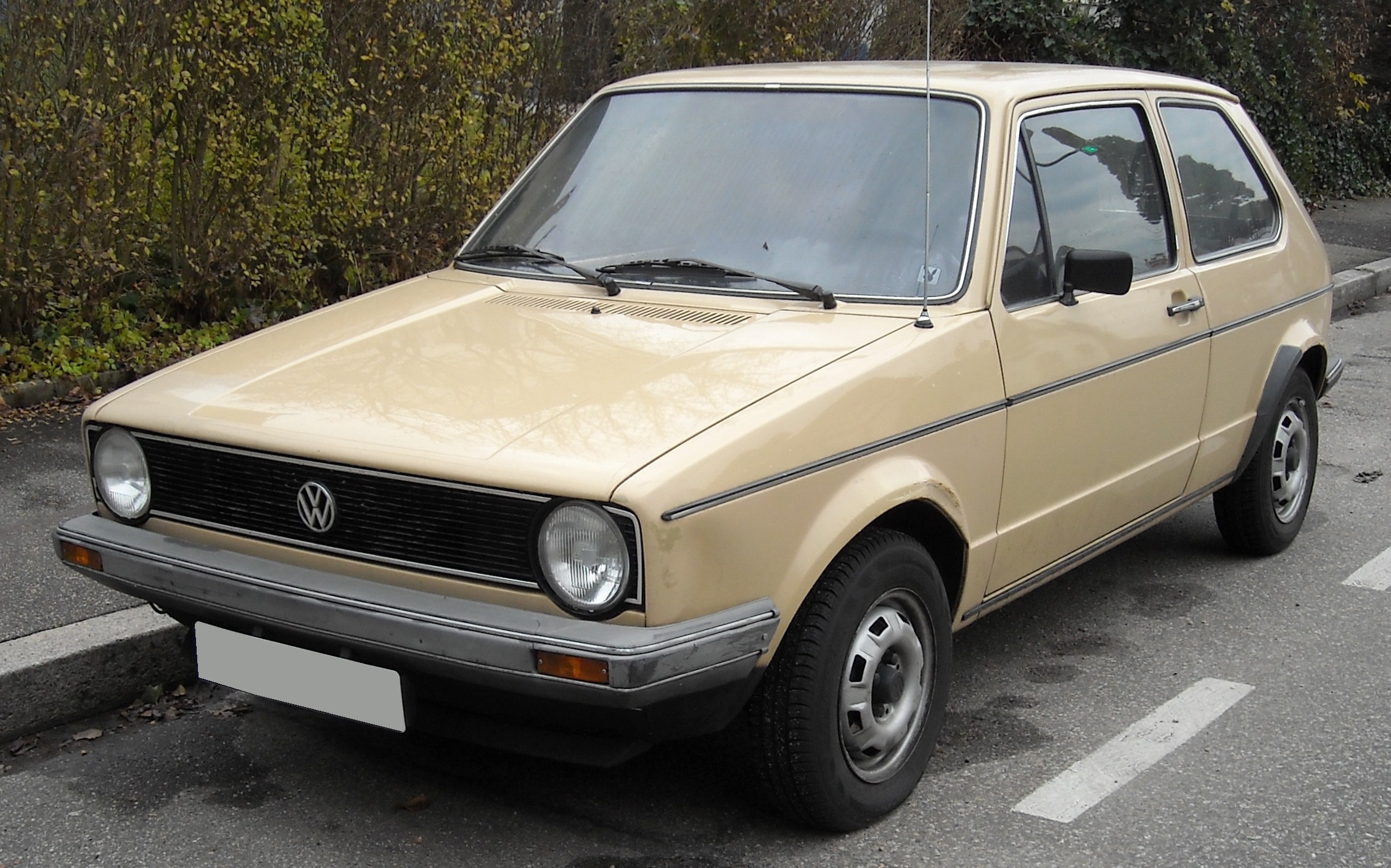
Avant VW Golf I
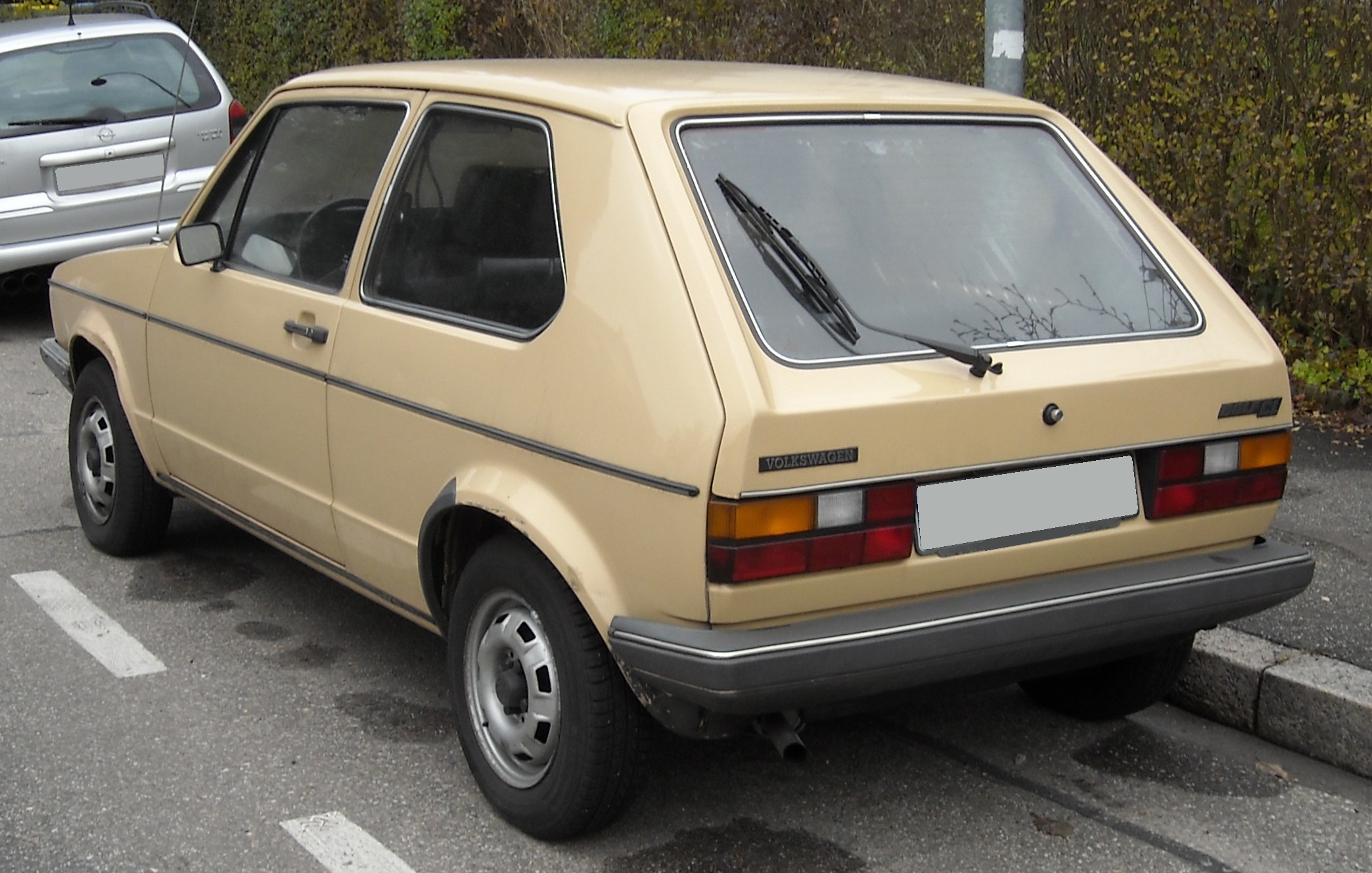
Arrière VW Golf I
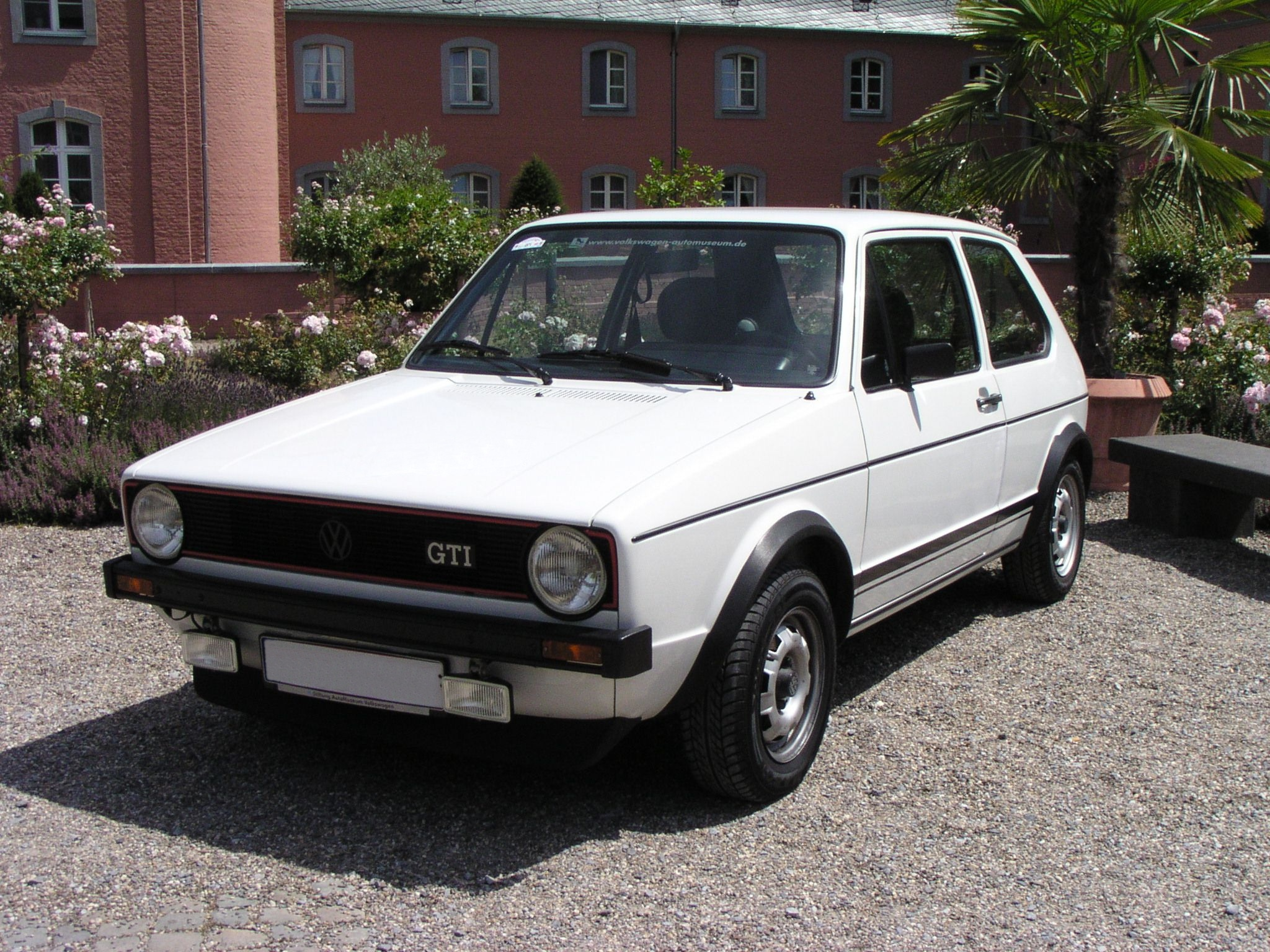
VW Golf I GTI
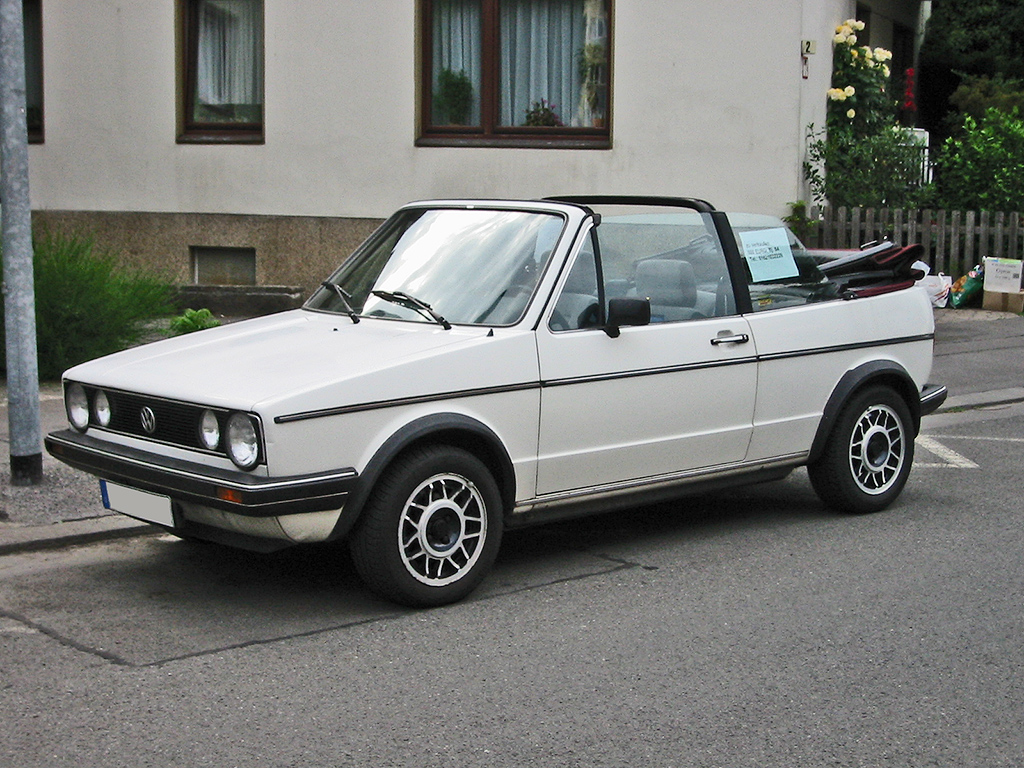
VW Golf I Cabriolet

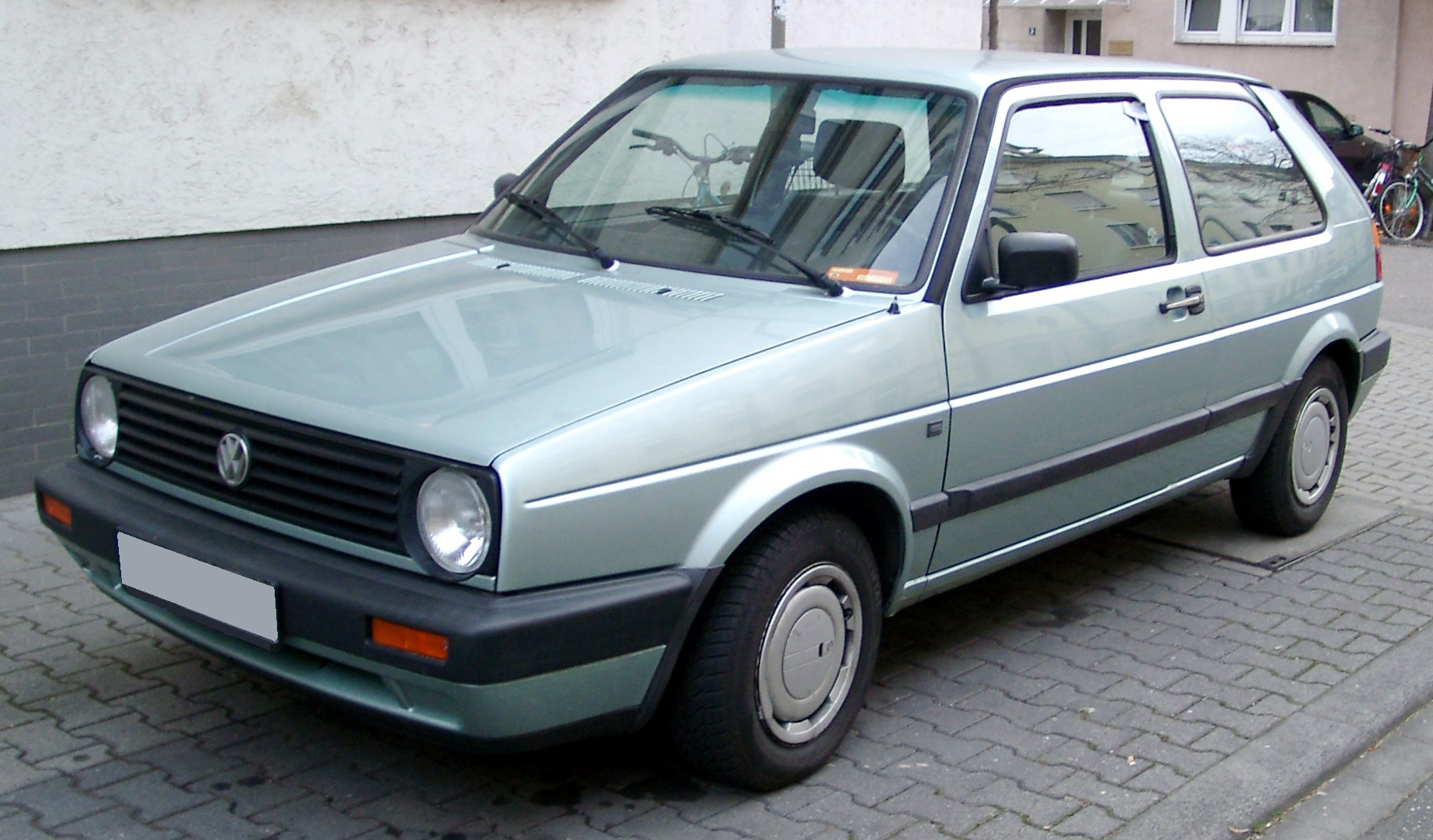
Avant VW Golf II
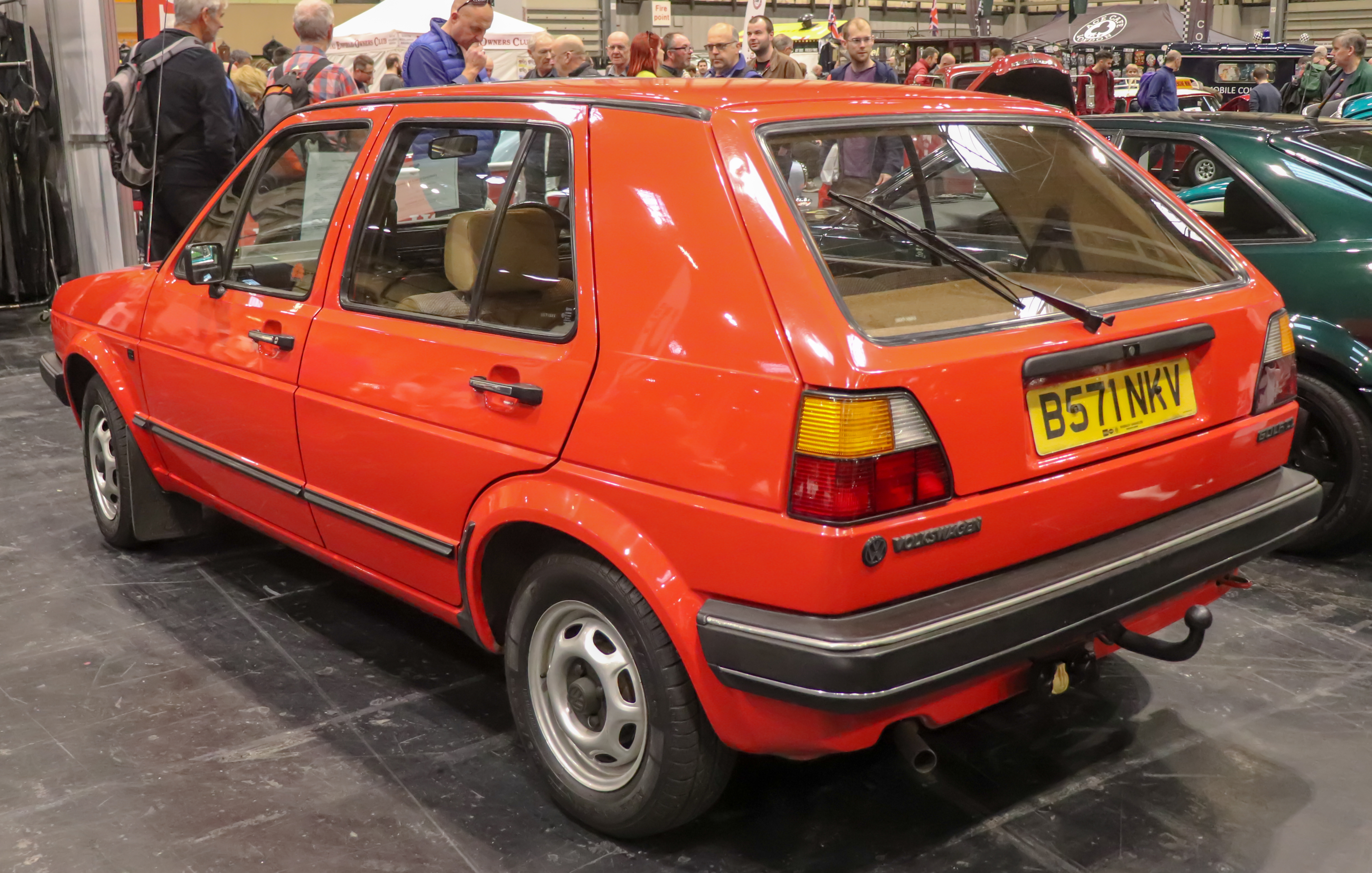
Arrière VW Golf II
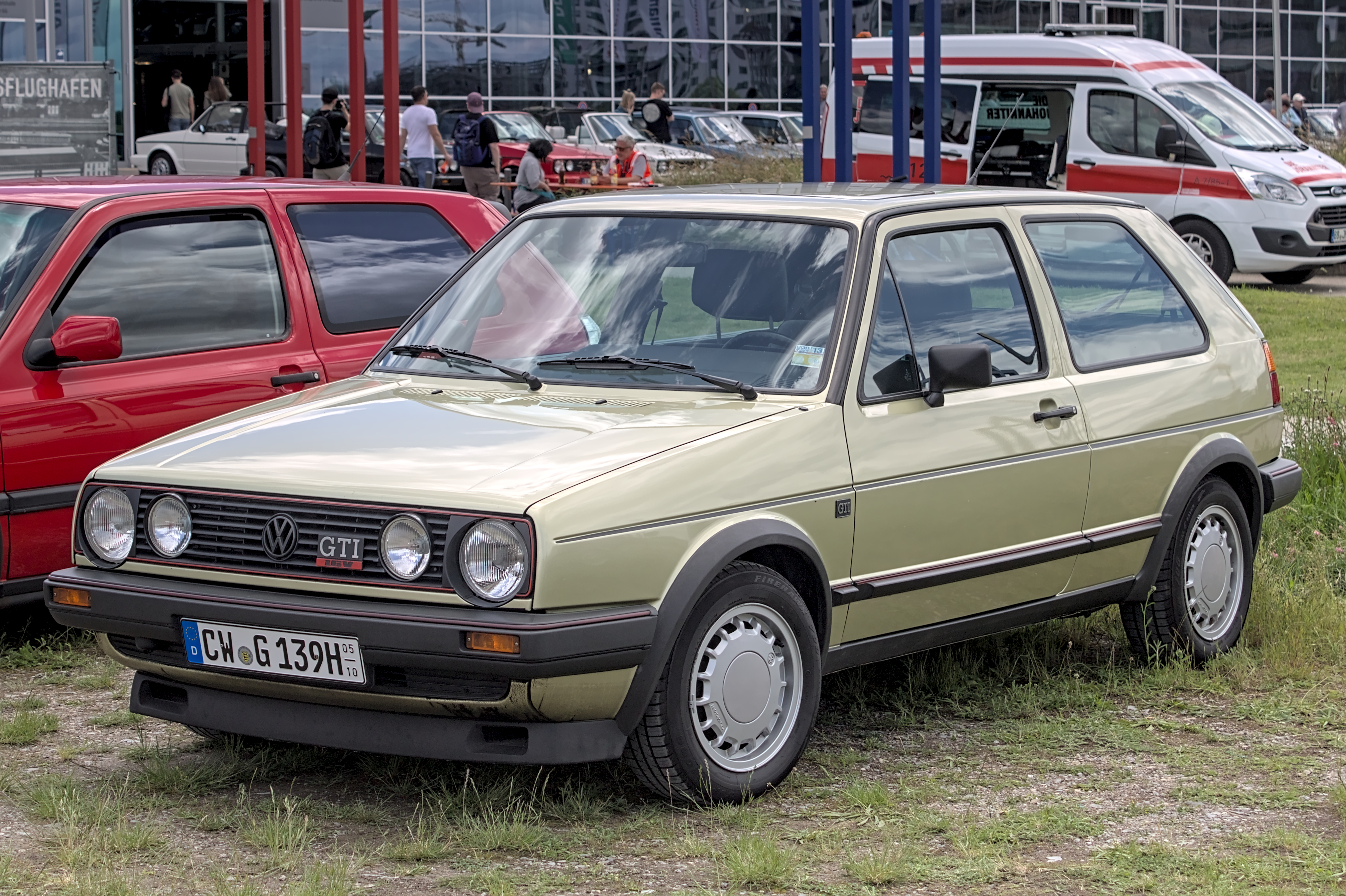
VW Golf II GTI
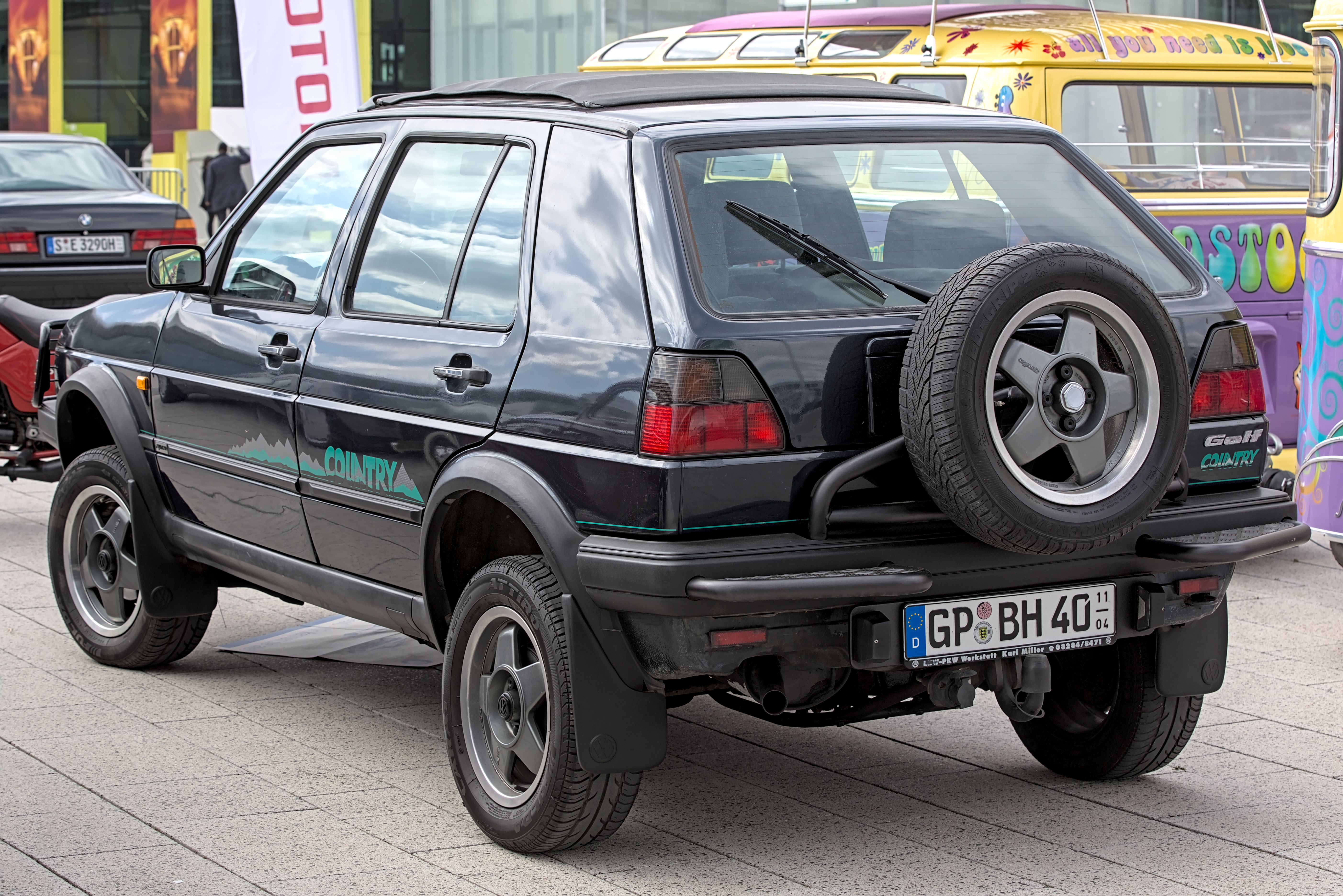
Golf II Country

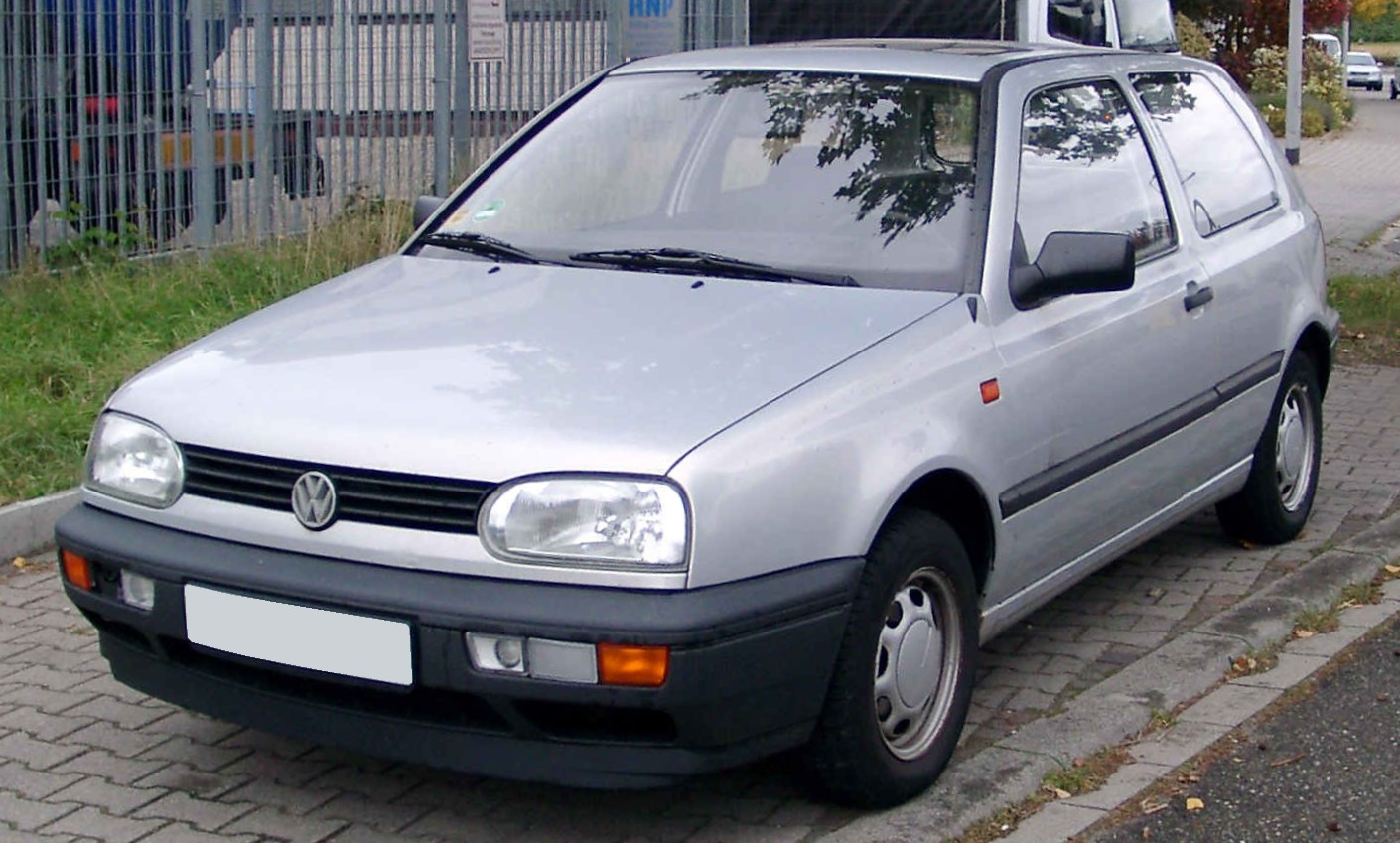
Avant VW Golf III
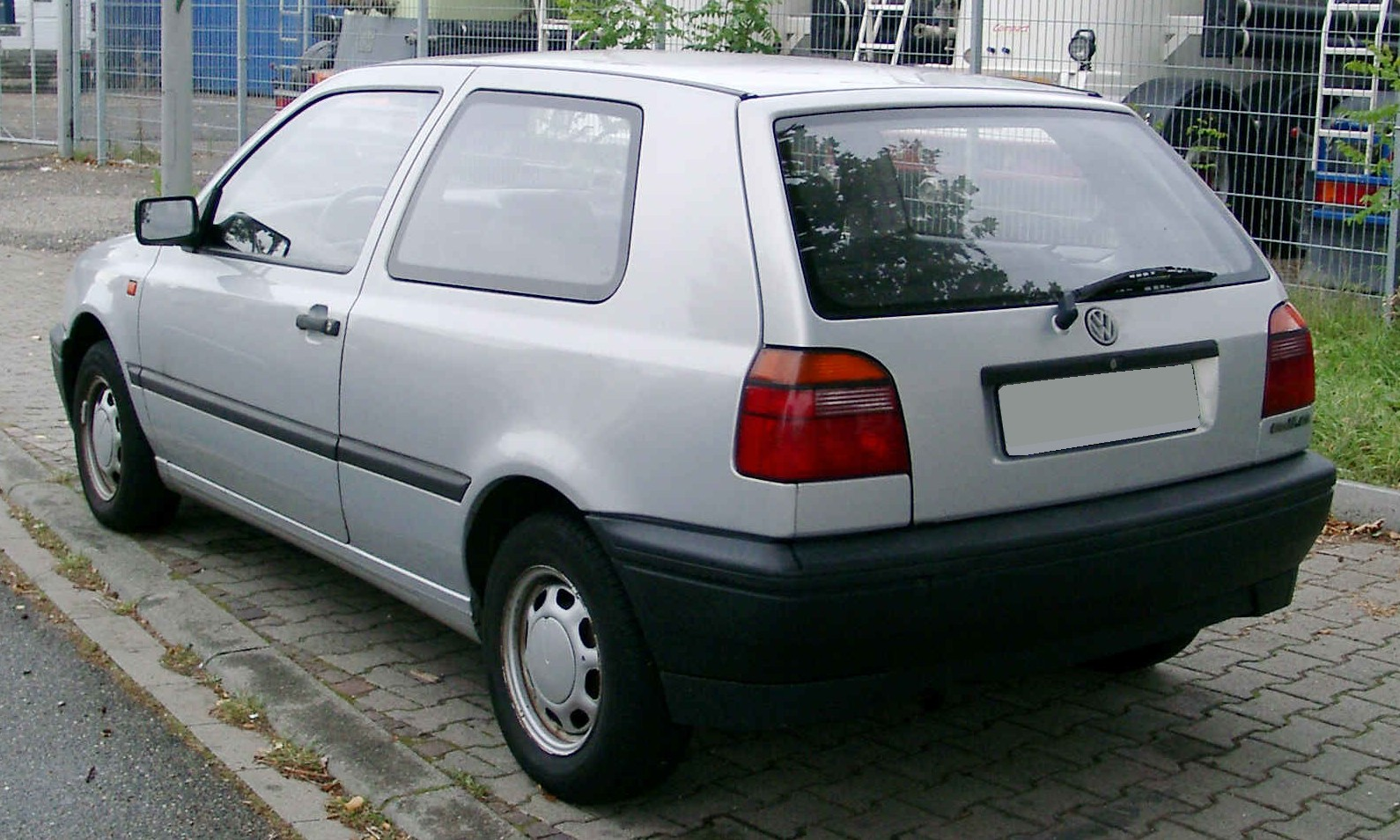
Arrière VW Golf III
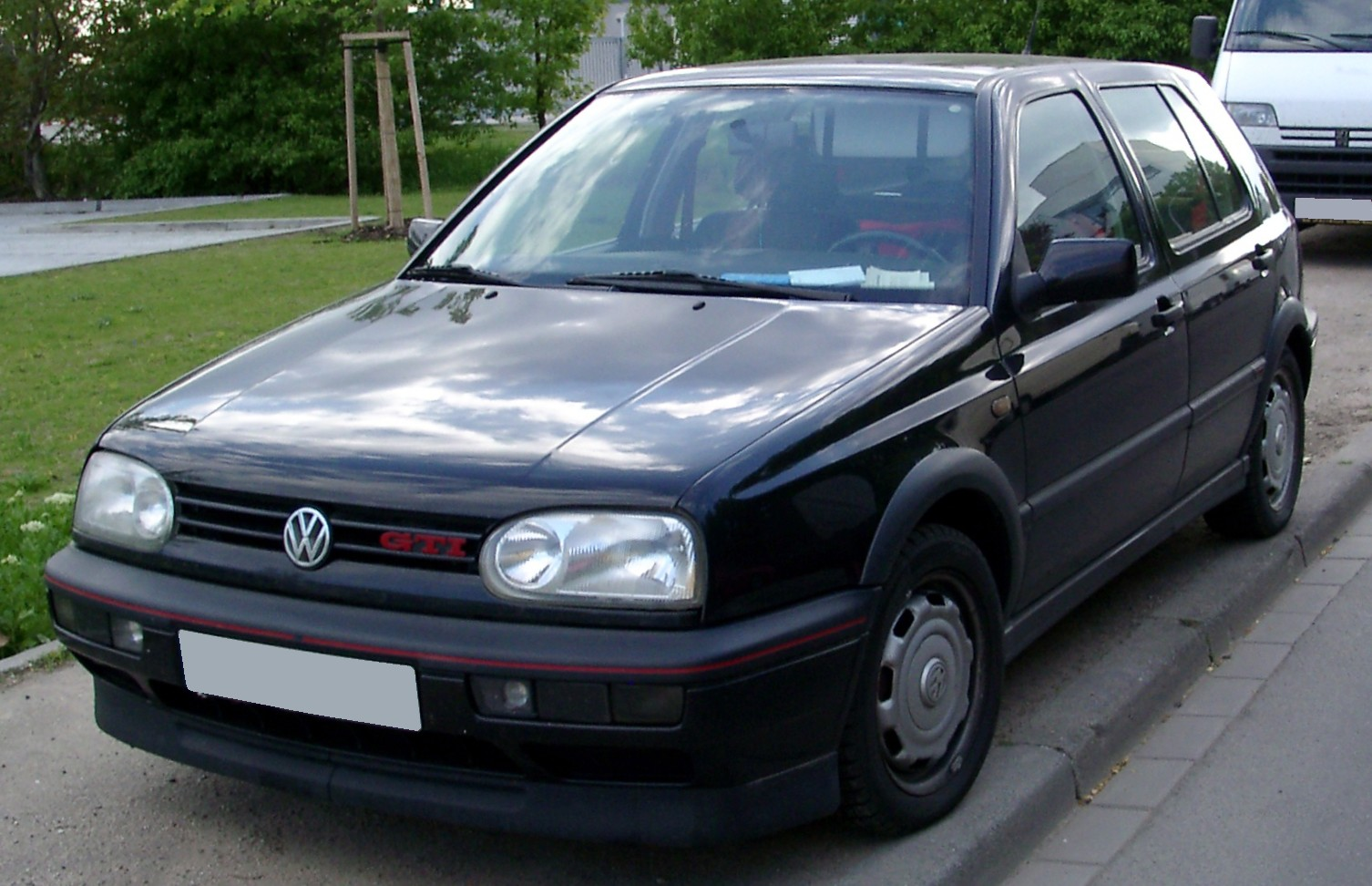
VW Golf III GTI
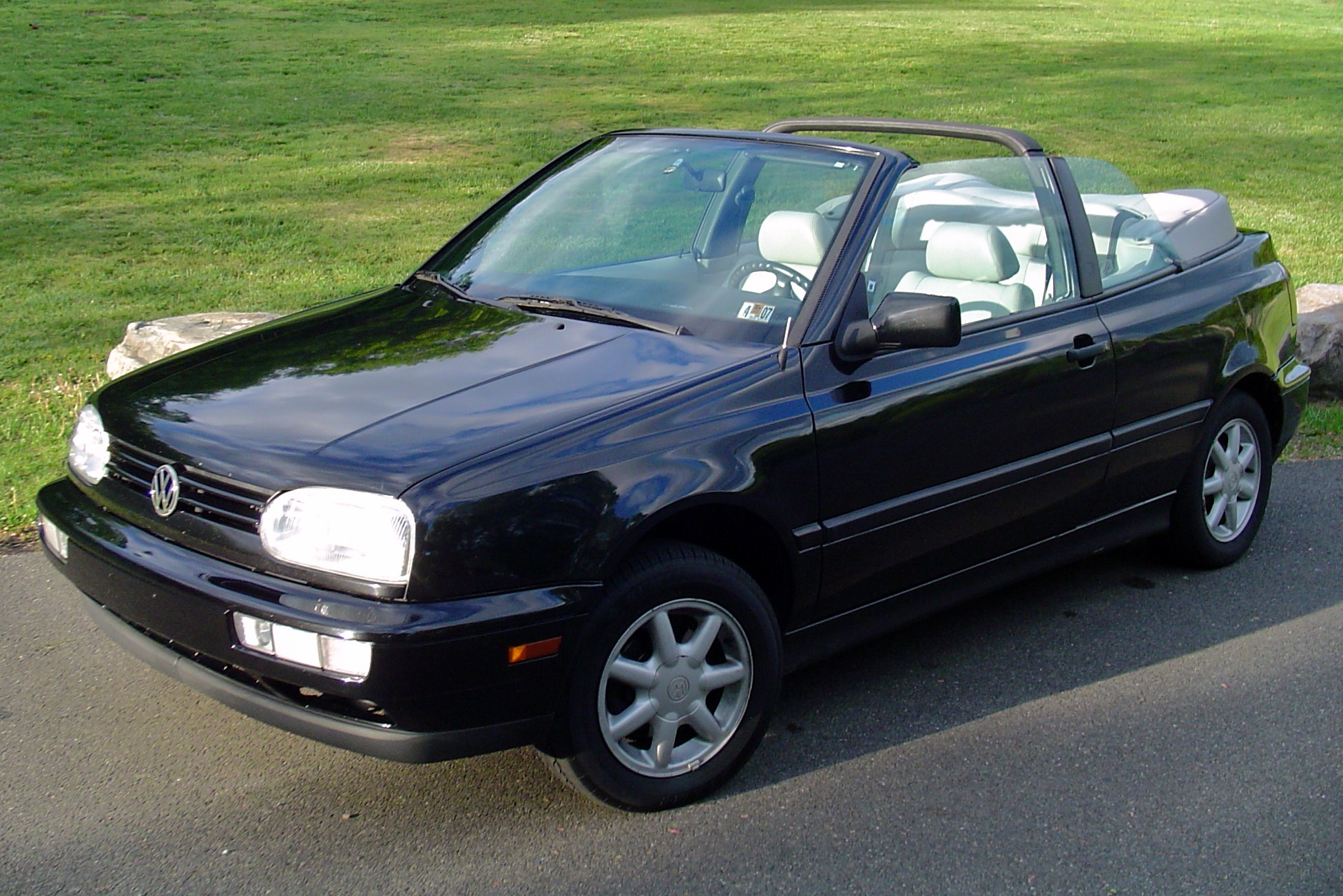
VW Golf III Cabriolet

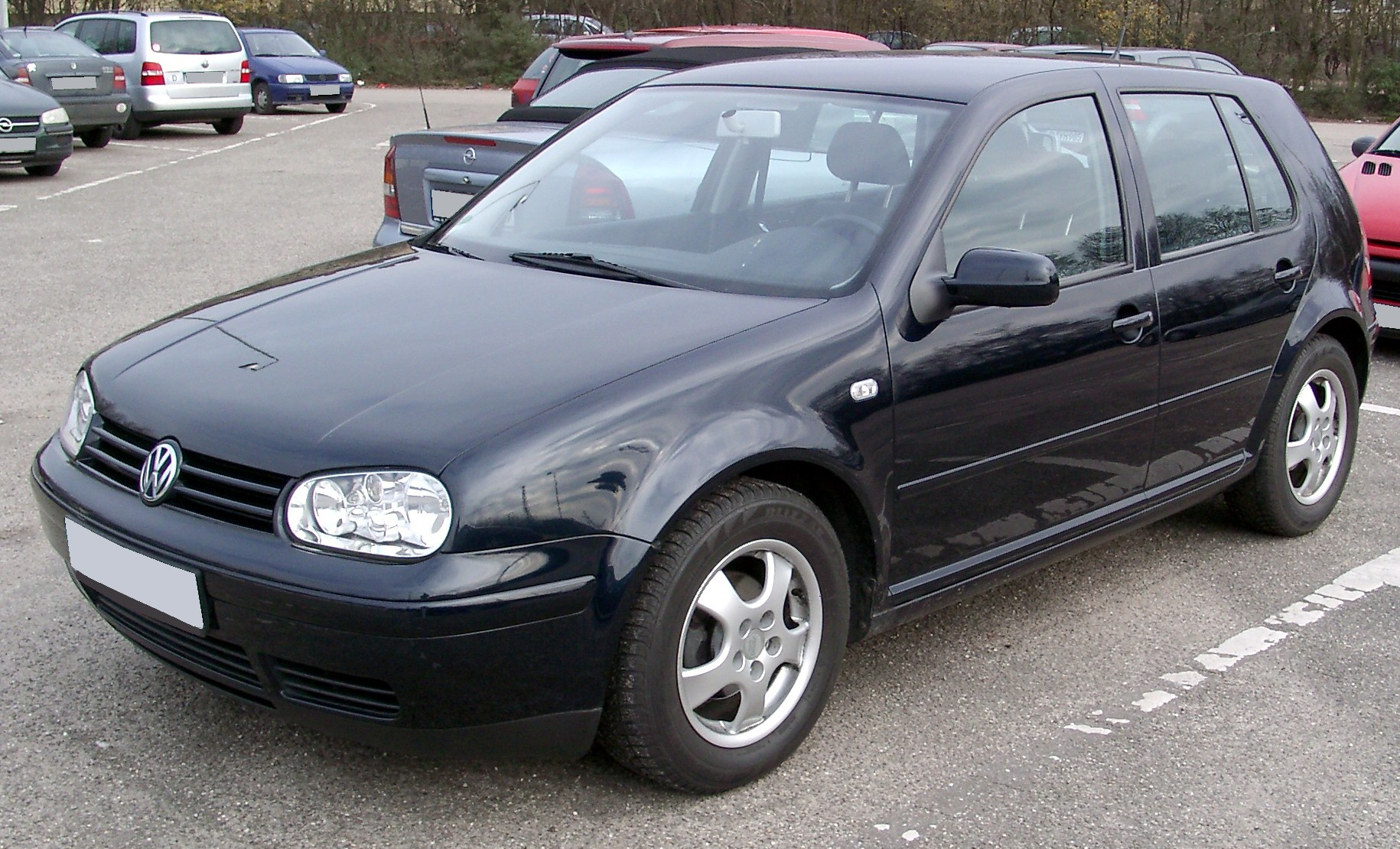
Avant VW Golf IV
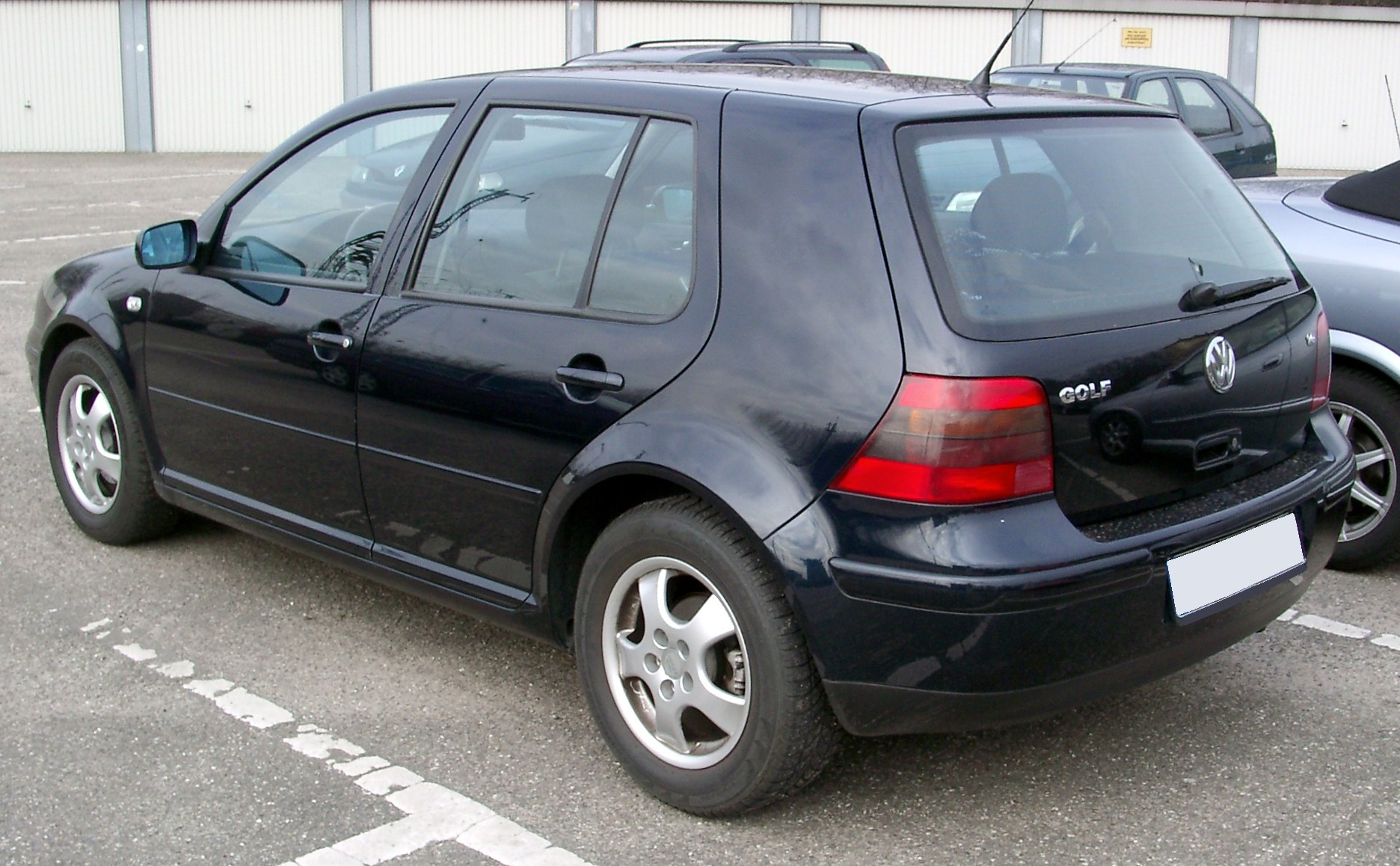
Arrière VW Golf IV
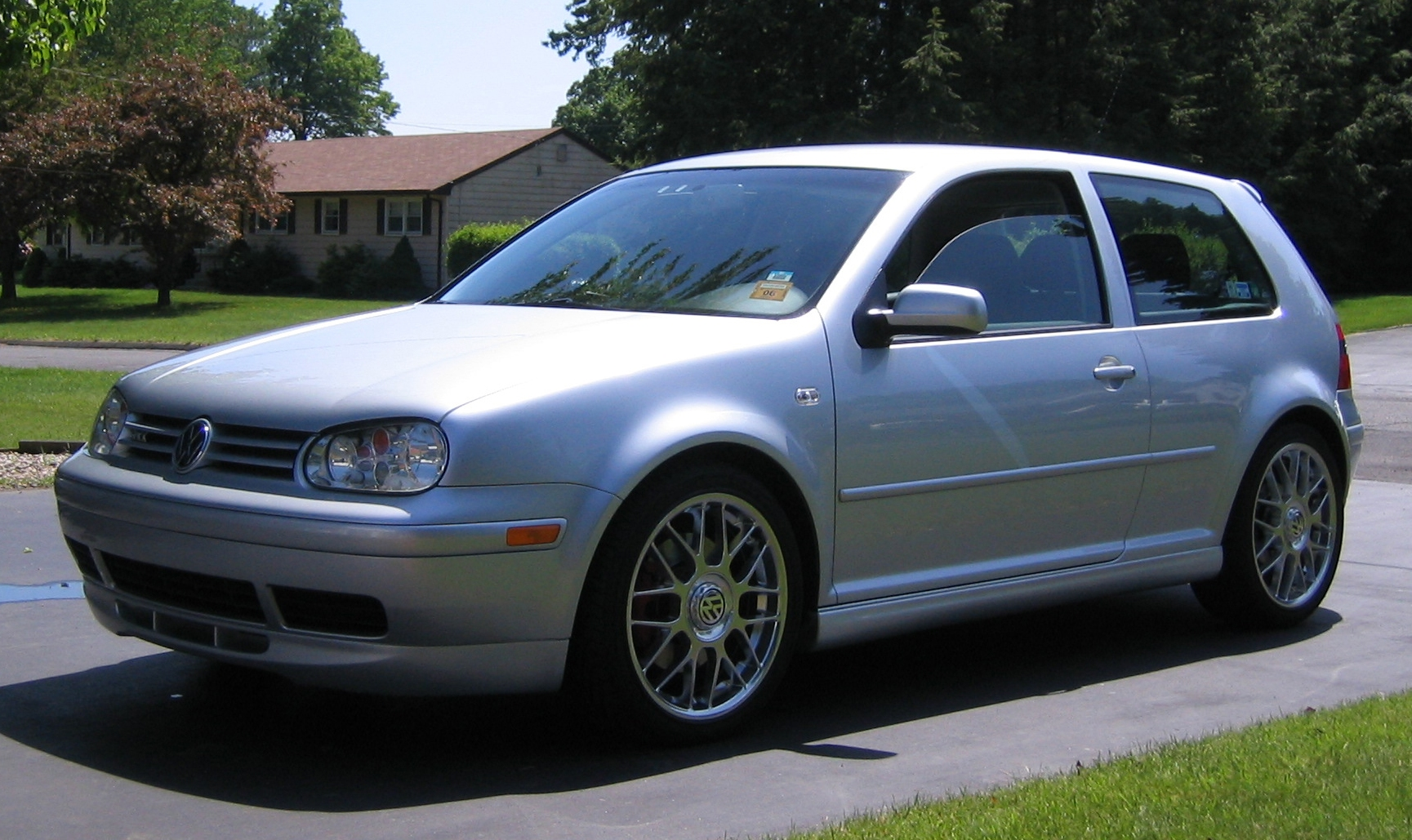
VW Golf IV GTI
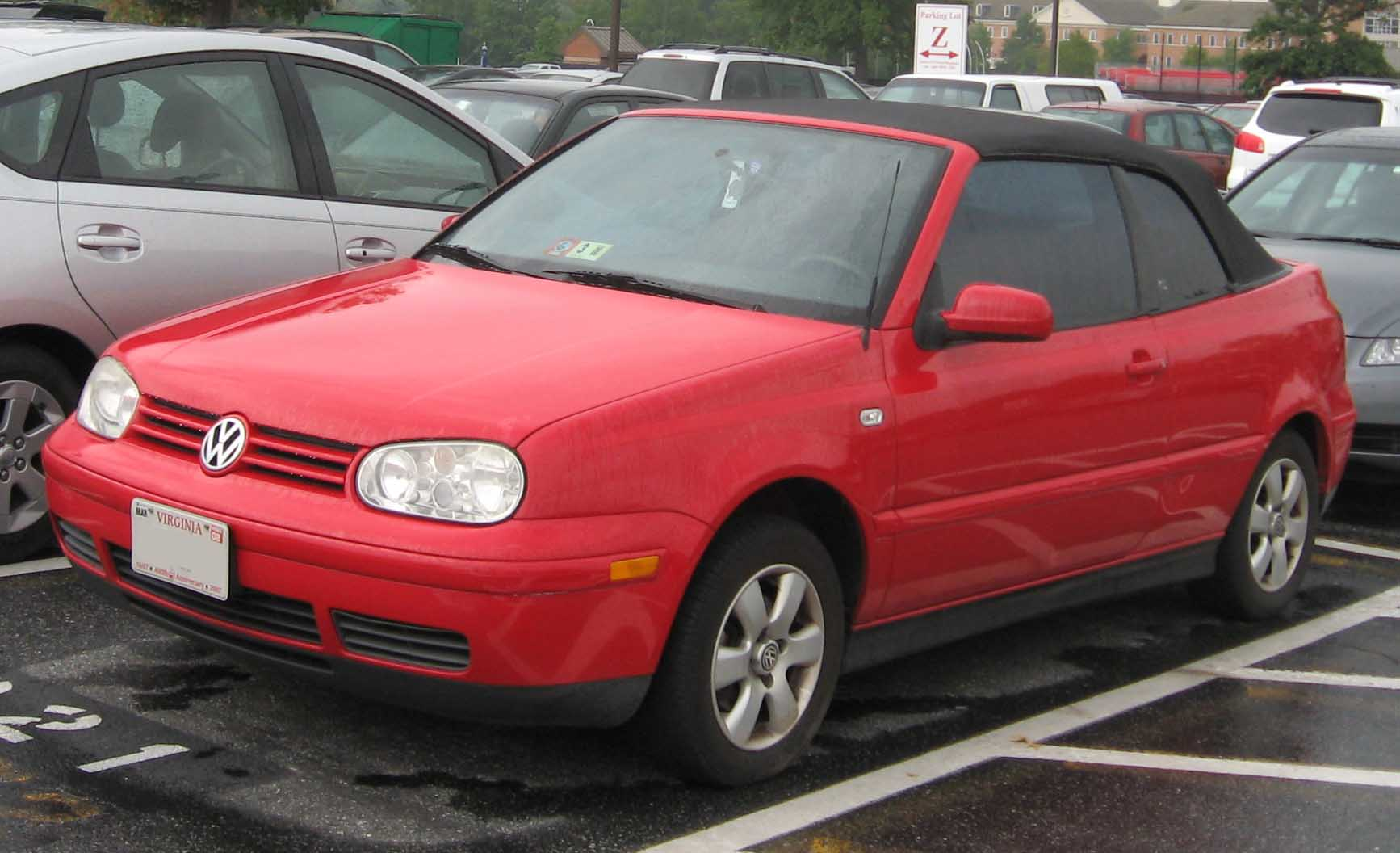
VW Golf IV Cabriolet

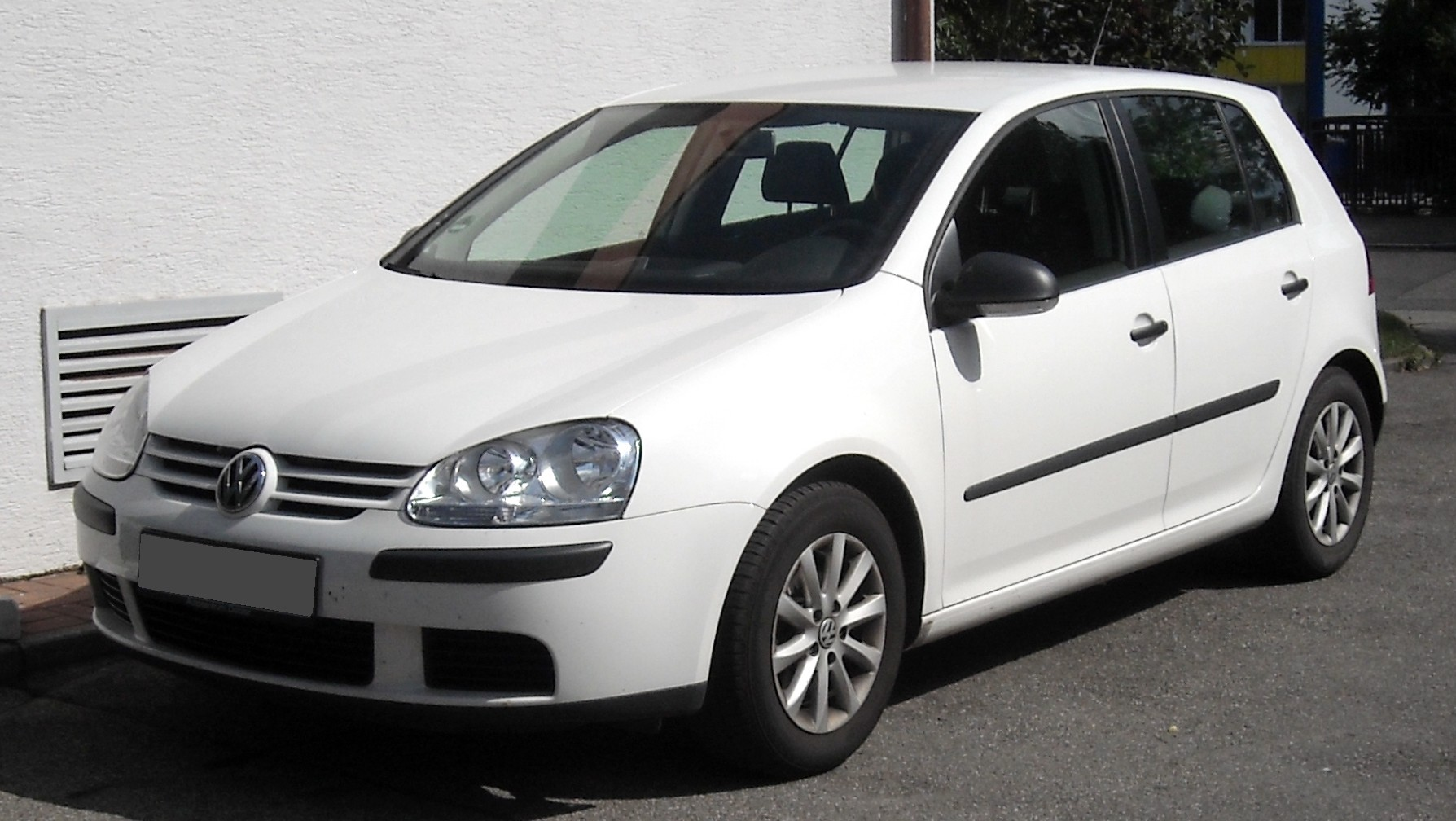
Avant VW Golf V
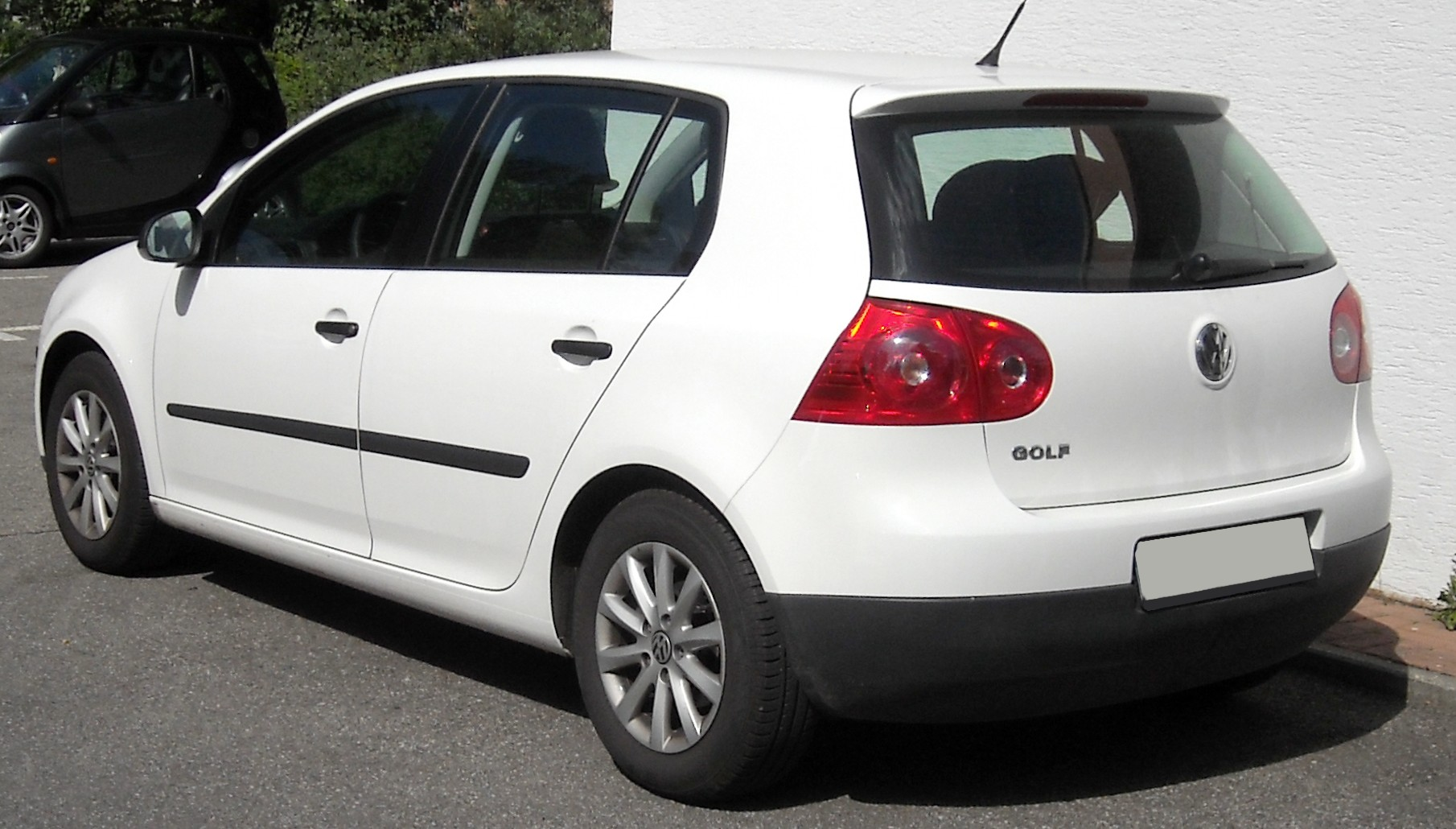
Arrière VW Golf V
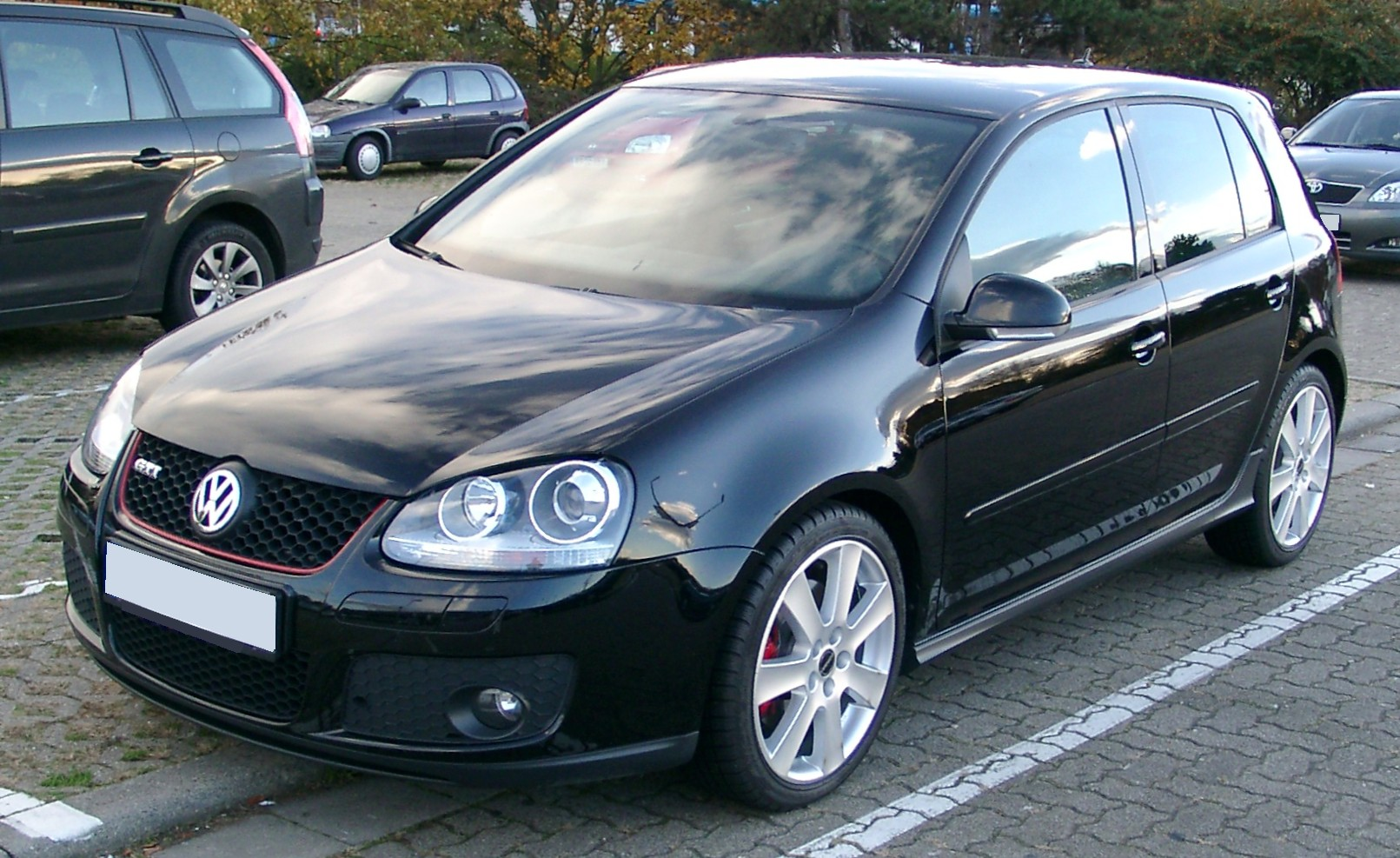
VW Golf V GTI
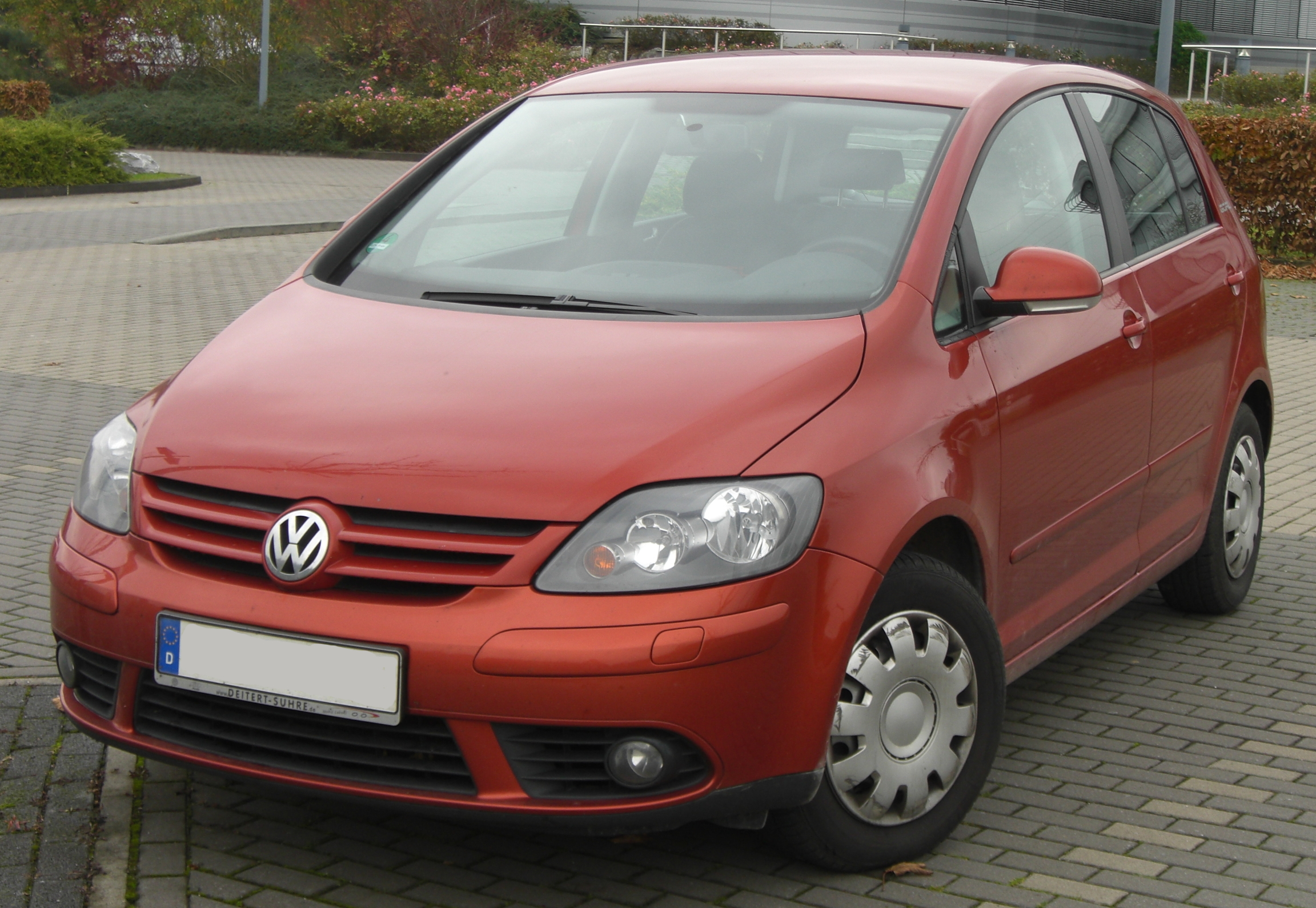
VW Golf Plus

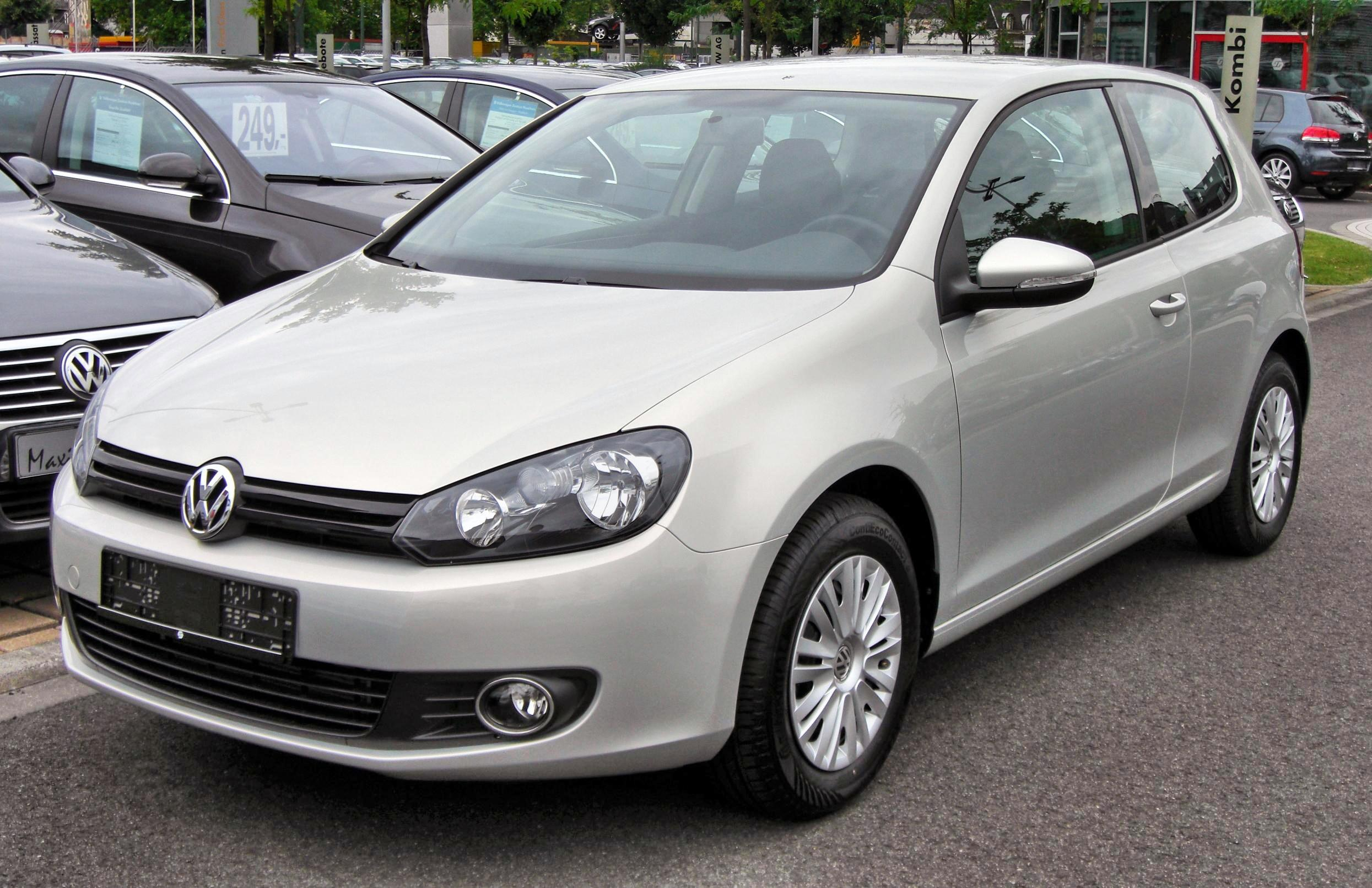
Avant VW Golf VI
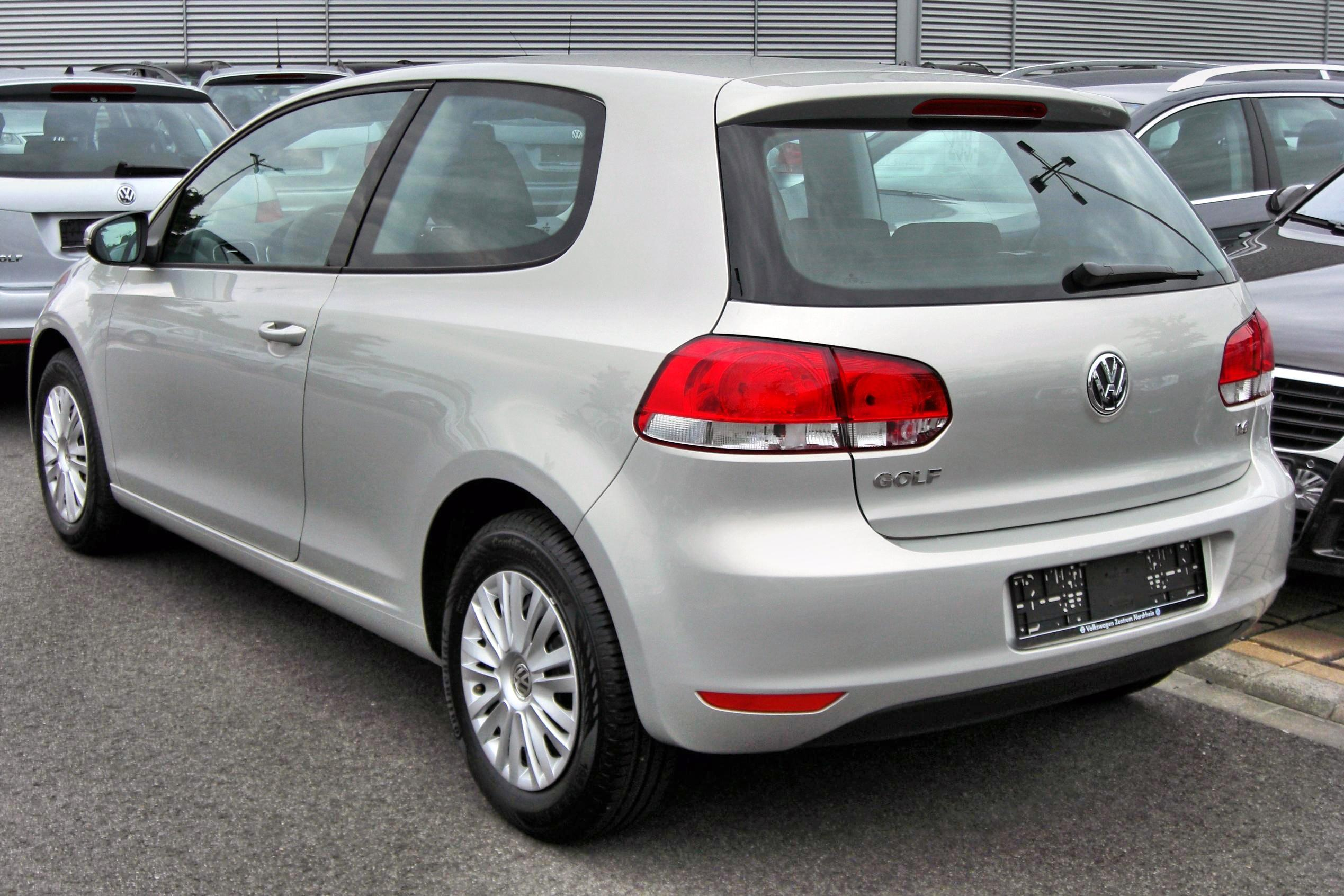
Arrière VW Golf VI
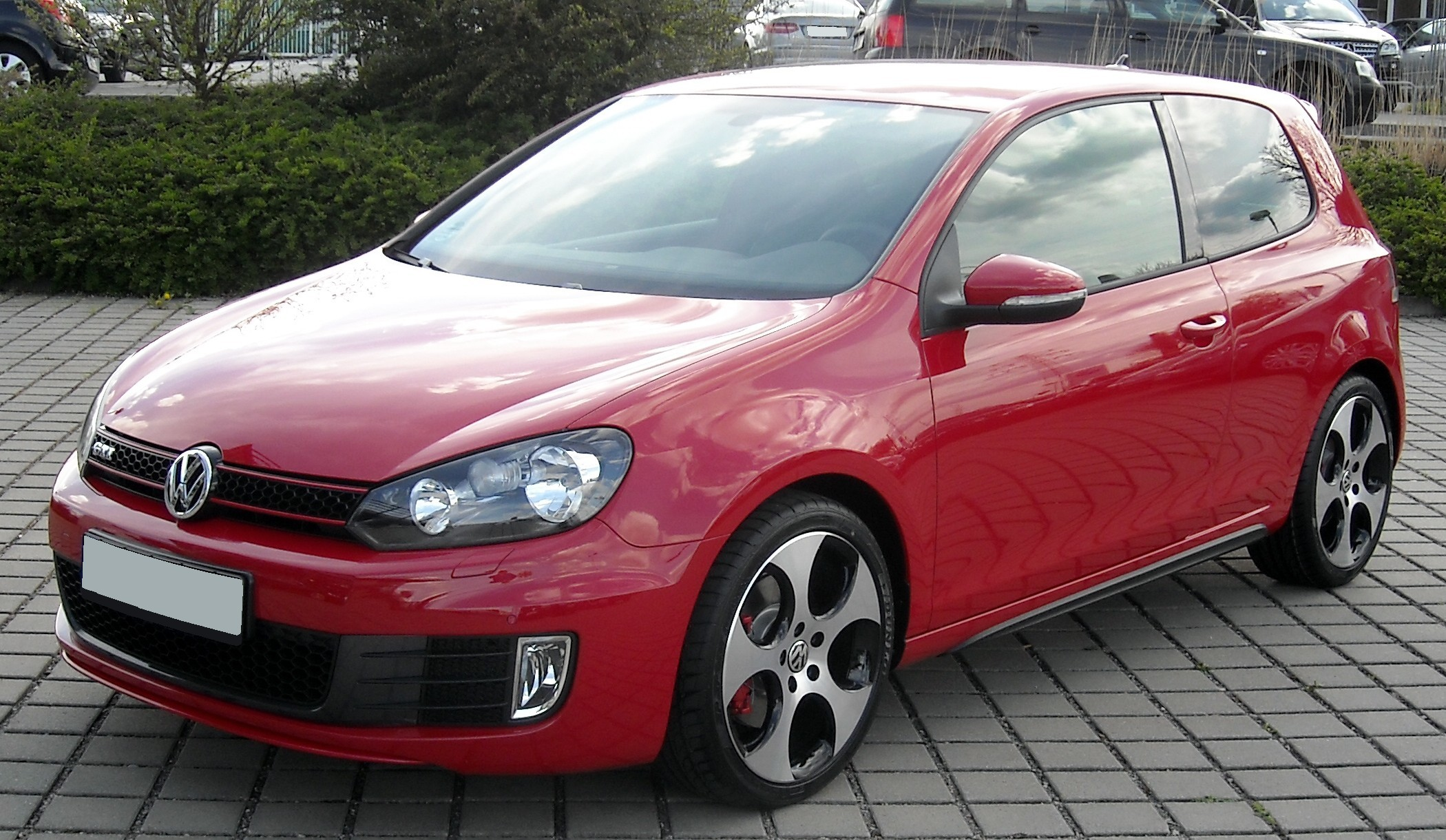
VW Golf VI GTI
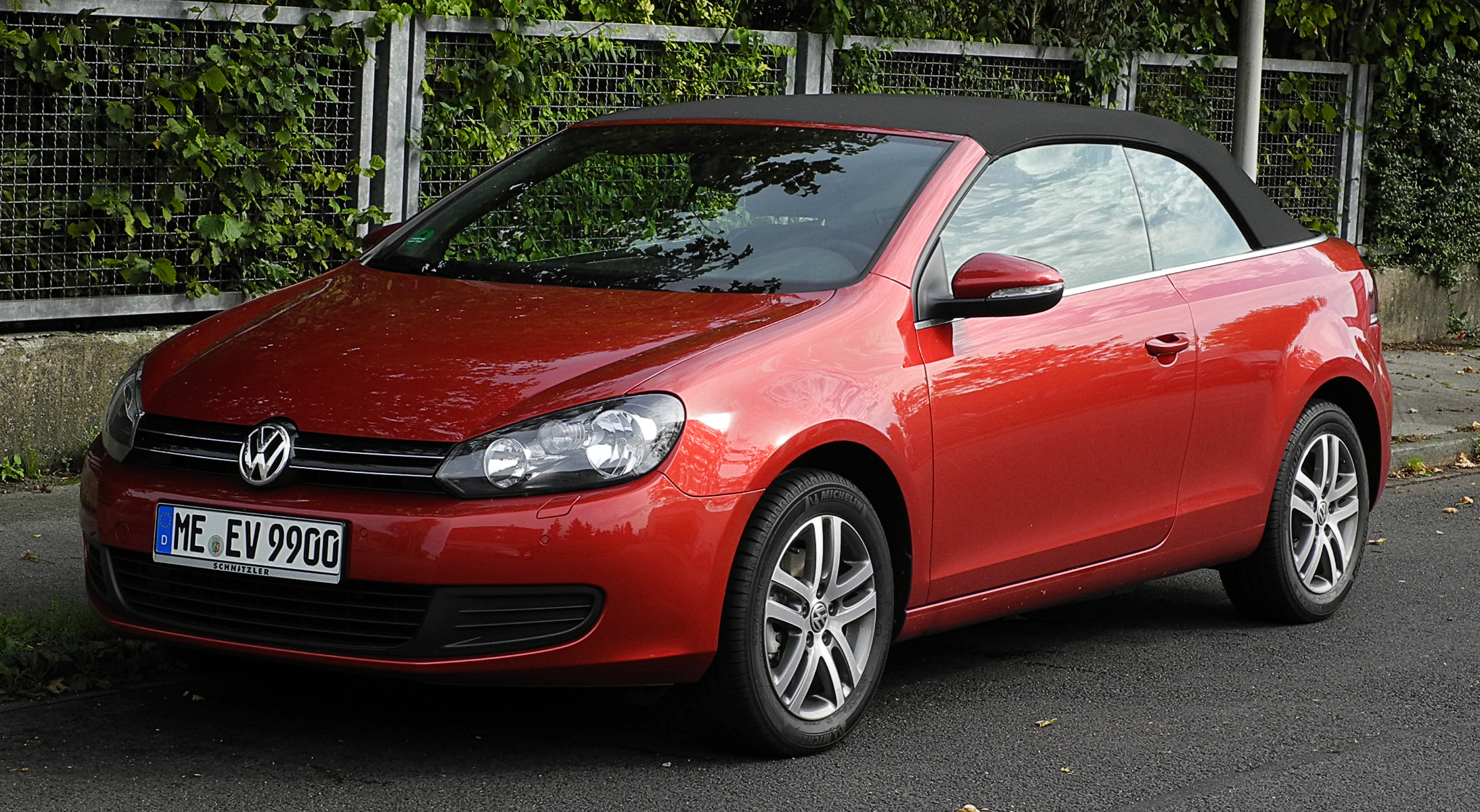
VW Golf VI Cabriolet

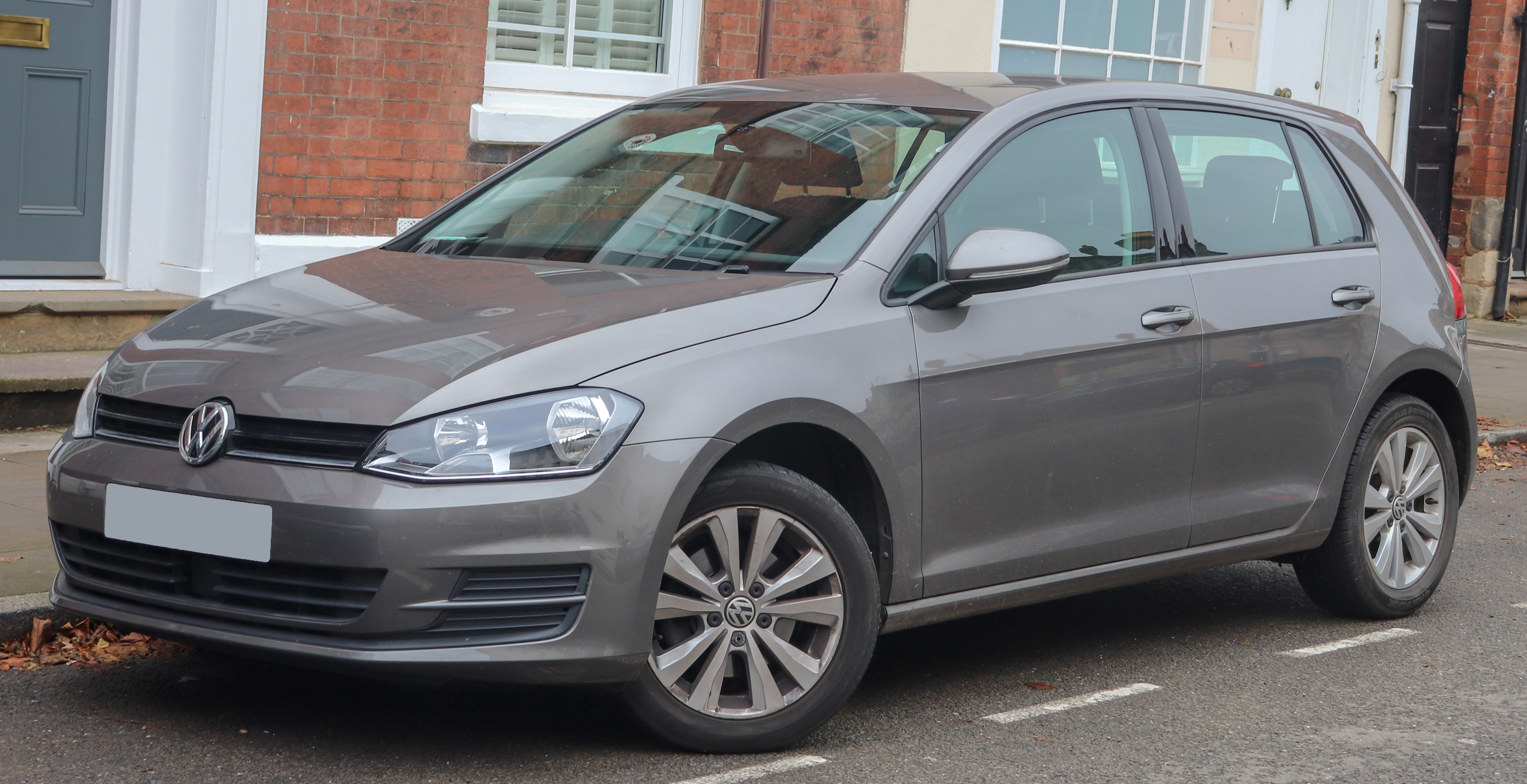
Avant VW Golf VII phase 1
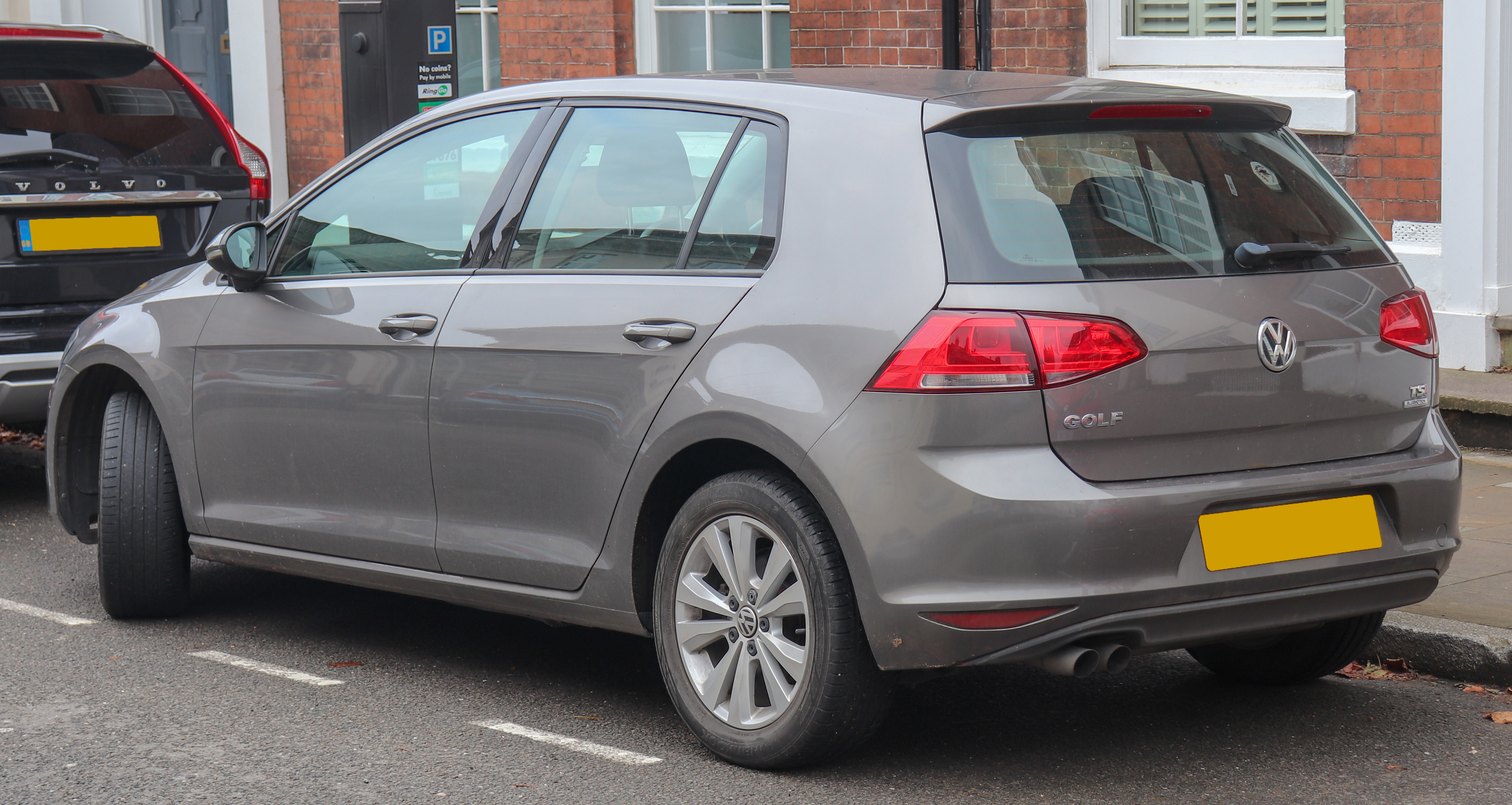
Arrière VW Golf VII phase 1
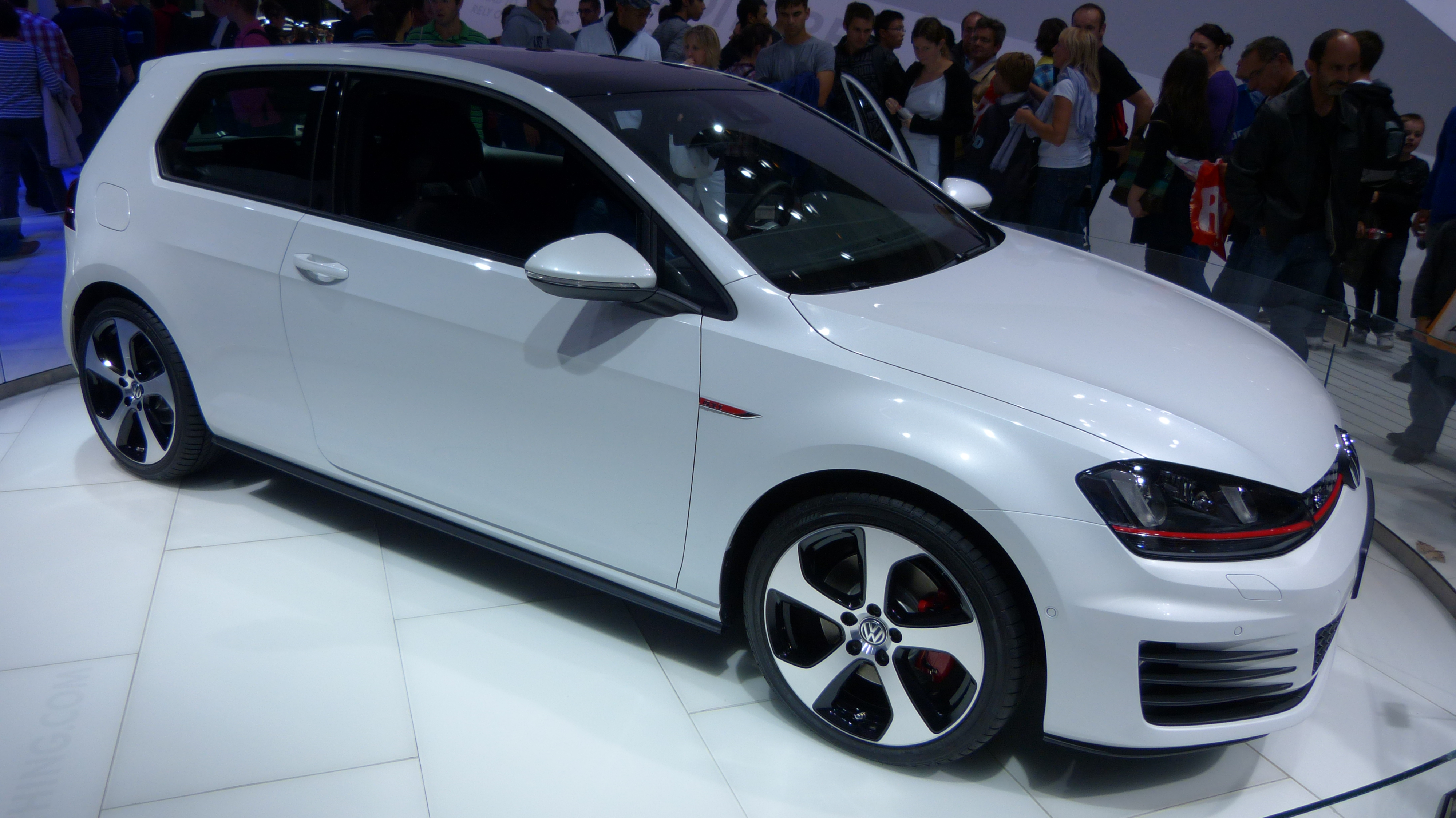
Volkswagen Golf VII GTI
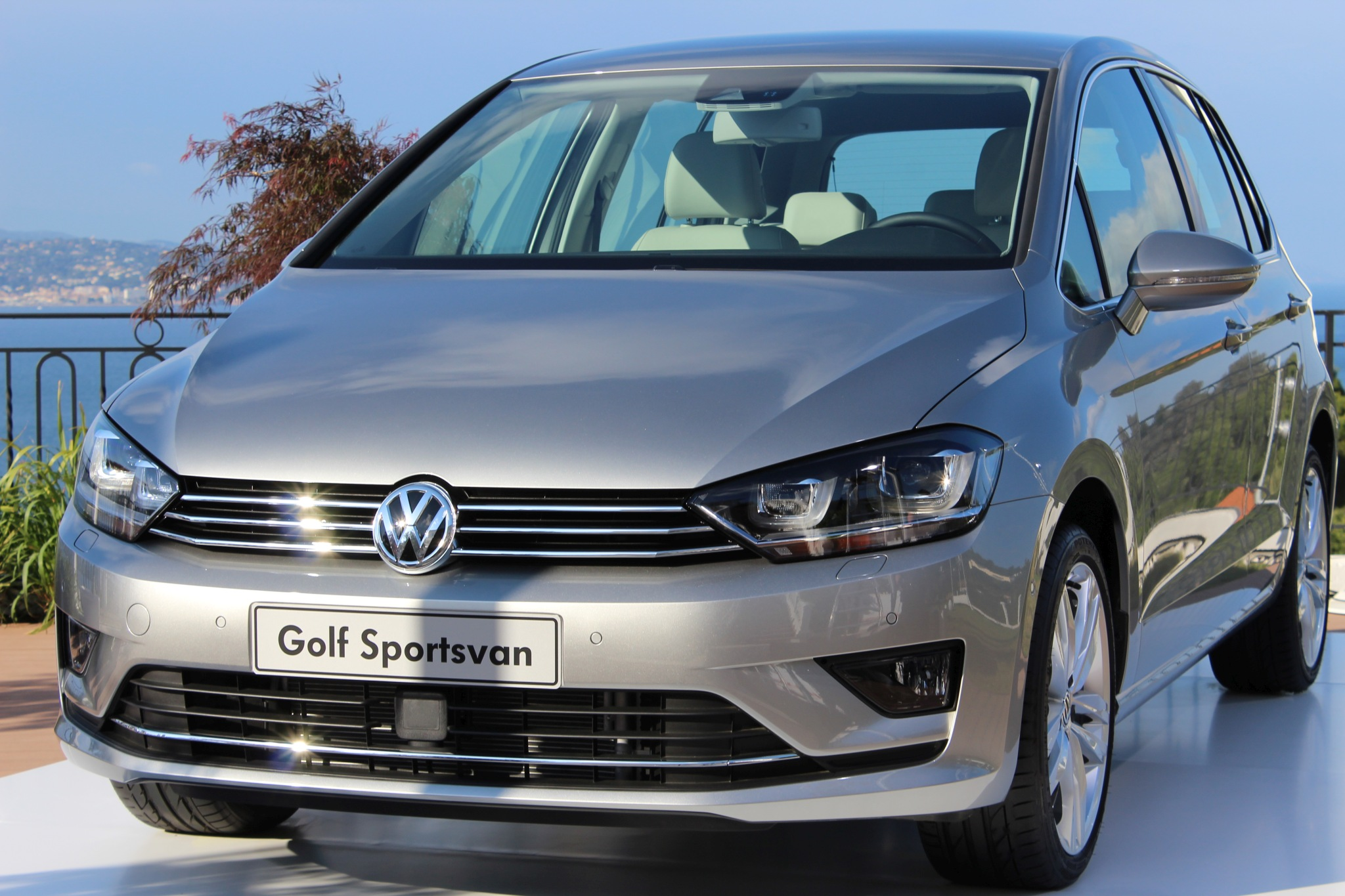
VW Golf Sportsvan

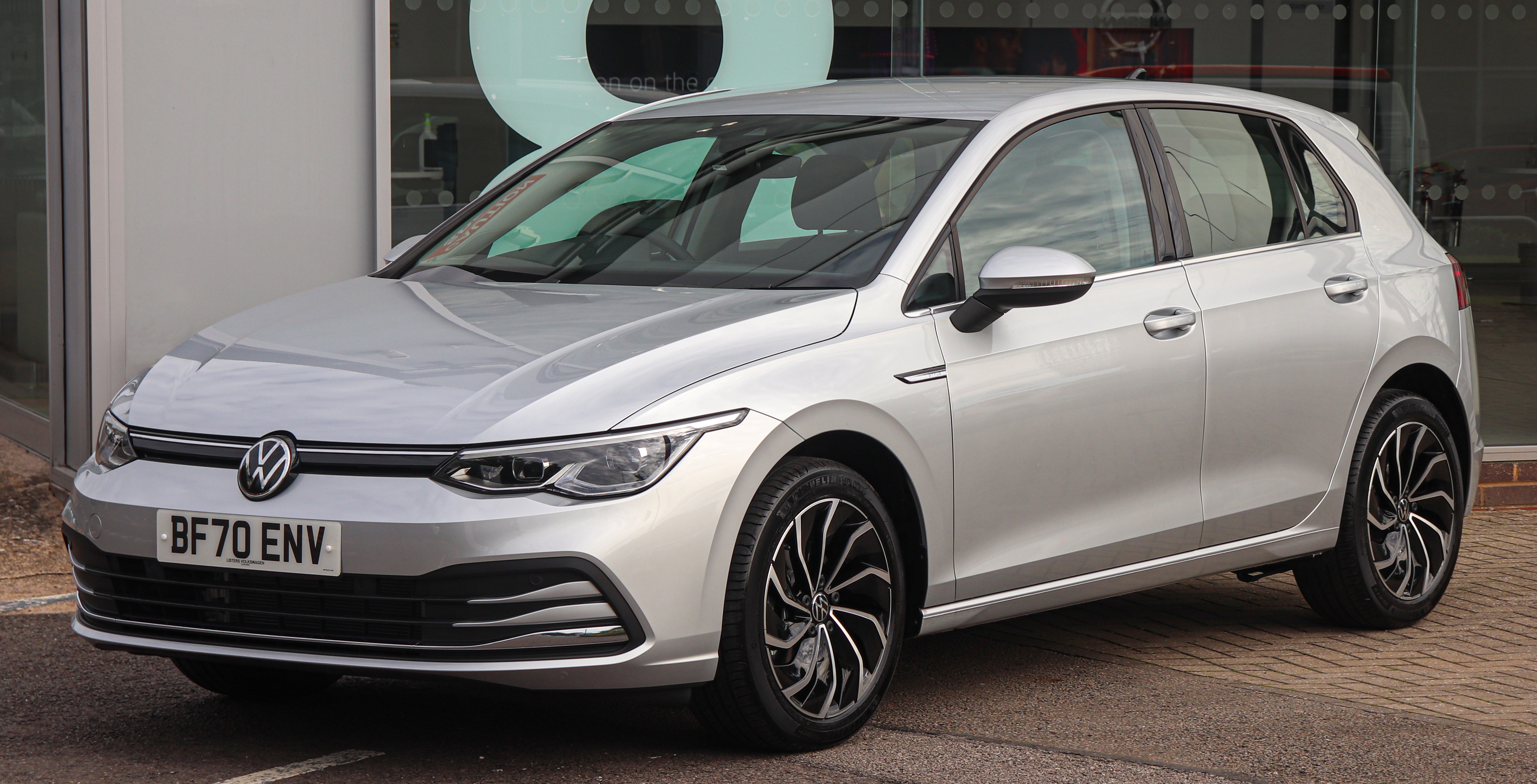
Avant VW Golf VIII
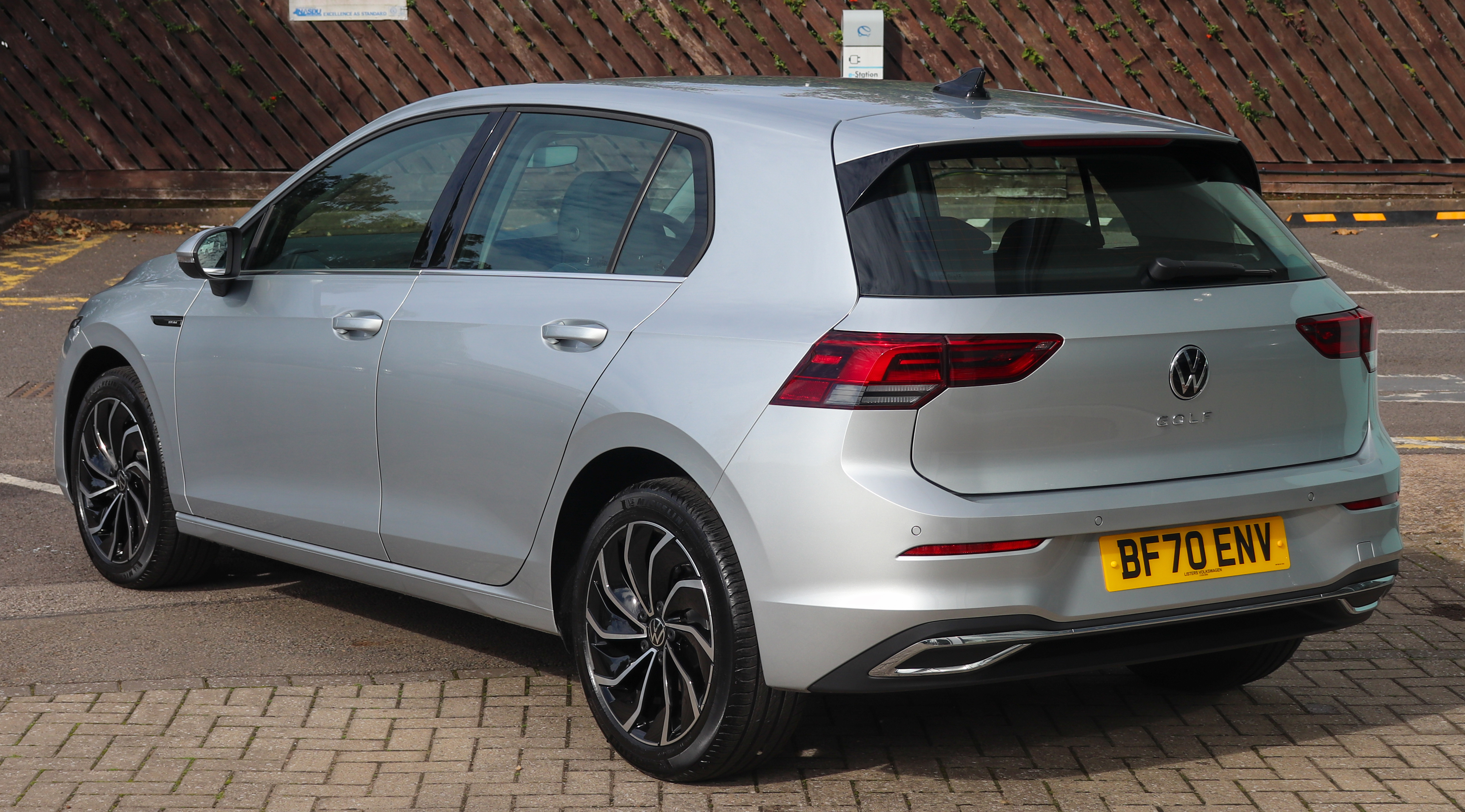
Arrière VW Golf VIII
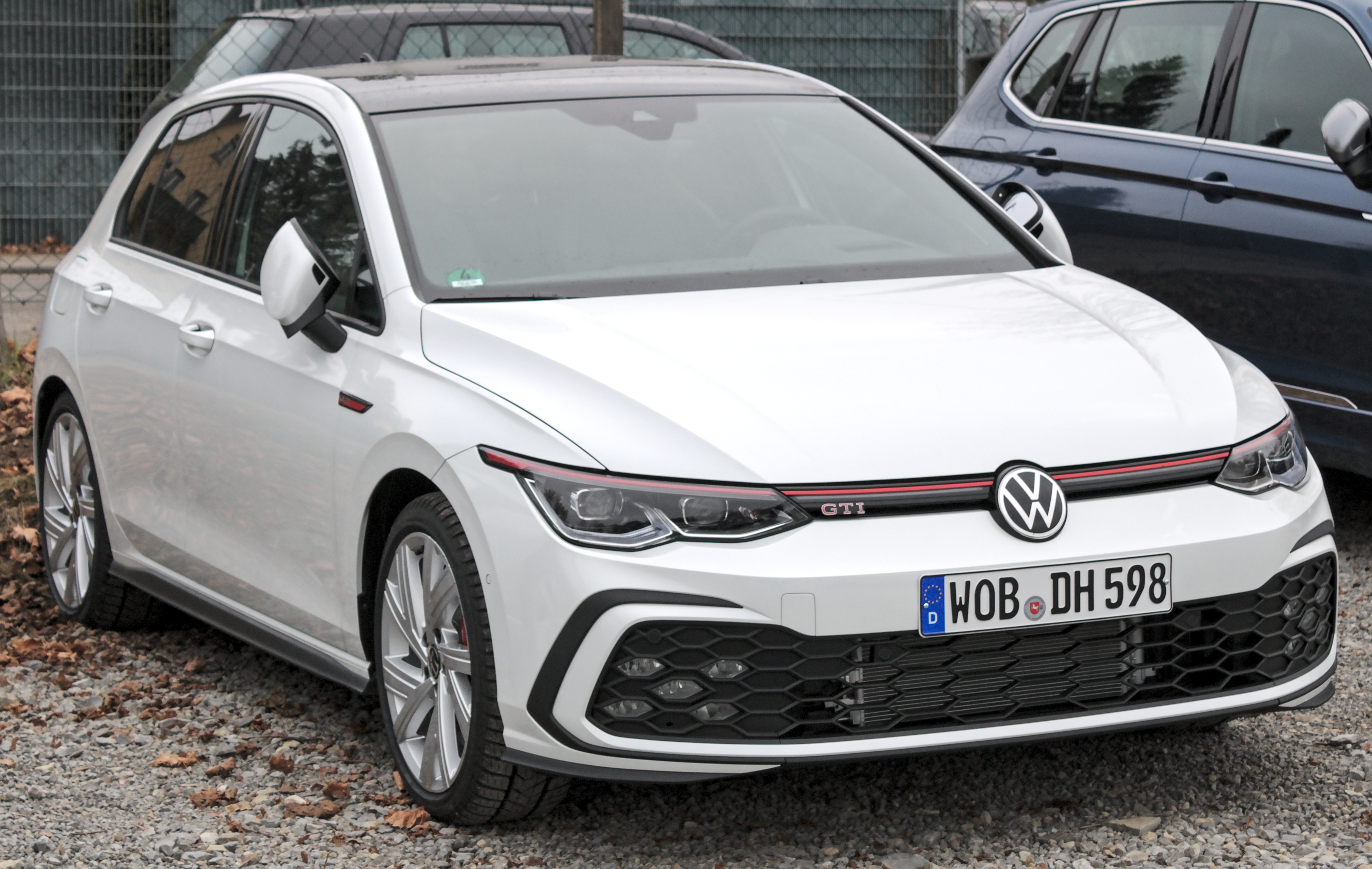
Volkswagen Golf VIII GTI

## Prix et récompenses
La Golf Mk3 a remporté le prix de la voiture européenne de l'année 1992.
En avril 2010, Kelley Blue Book a inclus la Volkswagen Golf TDI (diesel propre) parmi ses 10 meilleures voitures vertes pour 2010.
La Golf Mk7 a été nommée « La voiture de l'année 2012 dont vous aurez besoin » par Top Gear (magazine).
La Golf Mk7 a remporté pour la deuxième fois le prix de la voiture européenne de l’année 2013.
La Golf Mk7 a remporté le prix de la voiture mondiale de l'année 2013.
Volkswagen Golf a été sélectionnée comme Voiture de l'année au Japon 2013-2014, devenant ainsi la première voiture importée à remporter le prix créé en 1980.
L'ensemble de la gamme Volkswagen Golf Mk7, y compris les modèles 1.8T, Golf TDI Clean Diesel, Golf GTI et e-Golf, a été nommée Voiture de l'année 2015 par Motor Trend.
La Golf GTI Mk7 a remporté le Yahoo! Prix de la voiture de l'année.
Voiture sud-africaine de l'année 2010.